# Maria Ward

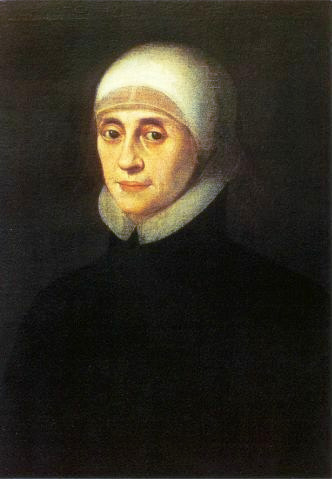
Mary Ward (1621)

Maria Ward (englisch Mary Ward, * 23. Januar 1585 in Mulwith bei Newby, Yorkshire; † 30. Januar 1645 in York) war eine englische Adelige und Ordensschwester in der römisch-katholischen Kirche. Ward versuchte, einen Frauenorden ohne kirchliche Klausurvorschriften in Anlehnung an Jesuiten zu gründen. Schwerpunkt ihrer Arbeit war Bildung für Mädchen, allerdings erhielt sie zu Lebzeiten keine päpstliche Bestätigung. Zeitgenössisch wurden die Einrichtungen Institute der Englischen Fräulein genannt, heute Congregatio Jesu. Maria Ward erhielt 2009 den Ehrentitel „Ehrwürdige Dienerin Gottes“.

## Leben und Werk
Maria Ward war Tochter des Landedelmannes Marmaduke Ward und dessen Frau Ursula, ebenso aus adliger Familie. Sie wuchs im elisabethanischen England zur Zeit der Katholikenverfolgung mit dem Mädchen-Vornamen Johanna auf. Den Namen Maria nahm sie zu ihrer späten Firmung in Saint-Omer in den Französisch sprechenden spanischen Niederlanden an.

### Historischer Hintergrund

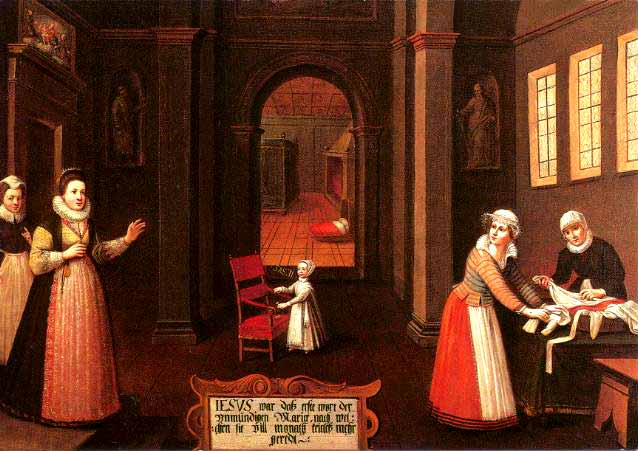
Erstes Wort des Kindes: Iesus

Im Jahr 1587 ließ Königin Elisabeth I. von England ihre schottische Nichte zweiten Grades, die katholische Maria Stuart, hinrichten, durch die sie ihre Herrschaft bedroht sah. In ihrer Regierungszeit wurden zahlreiche katholische Priester hingerichtet und die Teilnahme an der Heiligen Messe unter Strafe gestellt. Viele englische Katholiken, auch die Familie Ward, praktizierten ihren Glauben im Geheimen.

### Frühe Berufung
In der traditionell katholischen und Notleidende unterstützenden Familie mit sechs Kindern und großem Gesinde zeigte Johanna/Maria schon als Kind starke intellektuelle und religiöse Anklänge. Ihr erstes Wort, das sie als Kleinkind sprach, soll der Überlieferung nach „Jesus“ gewesen sein. Sie selbst schrieb: „Mit vier Jahren konnte ich urteilen und die Dinge unterscheiden“. Mit fünf Jahren wurde sie in das Elternhaus ihrer Mutter gebracht und von der Großmutter erzogen, die wegen ihrer Glaubenstreue eine vierzehnjährige Kerkerhaft durchgemacht hatte. Dort lernte sie vermutlich „Lesen, Schreiben und die Anfänge der lateinischen Sprache.“ Als die Familie Ward 1597/1598 umzog, um einer neuen Verfolgungswelle auszuweichen, kam Maria zu einer Verwandten nach Harewell. Als junge Frau wies sie dort mehrere Heiratsanträge zurück. „Marmaduke Ward übte keinen Zwang auf seine Tochter aus.“ Sie schrieb, sie habe diese Werbungen „nicht aus irgendeinem Verlangen nach dem Klosterleben zurückgewiesen, auch aus keinem anderen Grund, sondern einzig, weil ich keine Neigung empfinden konnte.“
1601 kam Maria zu Verwandten, den Babthorpes, auf deren Gut „die Tagesordnung der eines Klosters (glich).“ Sie widerstand in den Jahren dort allen Argumenten zur eigenen Familiengründung, und in ihr war „die Überzeugung gewachsen, sie müsse […] in das strengste Kloster eintreten, ‚da sich eine Seele voll und ganz, nicht nur zum Teil Gott hingeben soll‘.“ Dies war nur in einem Orden auf dem Festland möglich, doch der Vater „verbot ihr, England ohne seine Erlaubnis zu verlassen.“ Einen letzten Heiratsantrag von Edward Neville, der großen Hoffnung der katholischen Partei, lehnte sie ab.
Historischer Hintergrund
Mittlerweile war 1603, nach dem Tod Königin Elisabeths, der schottische König Jakob auf den englischen Thron gelangt. Der Sohn Maria Stuarts war protestantisch erzogen worden und enttäuschte die Hoffnungen englischer Katholiken auf eine Lockerung der gegen ihre Konfession gerichteten Gesetzgebung. So kam es 1605 zur sogenannten Pulververschwörung, bei der eine Gruppe fanatischer Katholiken unter der Führung von Guy Fawkes den König, seine Familie und das gesamte Parlament in die Luft sprengen wollte. Nach der Aufdeckung der Pläne kamen die Anführer auf ihrer Flucht ums Leben. Alle Katholiken wurden daraufhin zu einem antipäpstlichen Treueid gezwungen und von Staatsämtern ausgeschlossen.
Flucht aus England

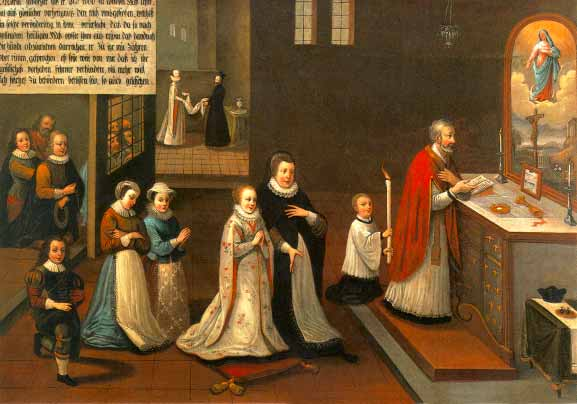
Der von Pater Holtby umgestoßene Kelch, 1605

Auch Marmaduke Ward wurde der Beteiligung am Komplott verdächtigt, kam nach einem Verhör jedoch wieder frei. Er zog sich mit seiner Tochter in den Süden Londons, nach Holborn, zurück. Dort versuchte er nochmals, Maria von ihren Kloster-Plänen abzubringen und wollte dies auch mit deren Beichtvater, dem Jesuitenpater Holtby durchsetzen, was seine Tochter entsetzte. Doch des Paters Ungeschick, bei einer Messe, „nach der Wandlung den Kelch umzustoßen, bewirkte in ihm eine Sinnesänderung“ und auch der Vater unterstützte nun das Vorhaben „seiner Lieblingstochter“. Mit einem falschen Pass gelang es Maria, England zu verlassen.

### Intermezzo im Klarissenkloster
Von Dover-Calais kommend „ritt sie zu Pferd die 40 km nach Saint-Omer. […] Ihr erster Weg führte zum Englischen Seminar, um sich über die Klöster der Stadt zu erkundigen.“ Sie erschien nicht unerwartet und wurde zu den wallonischen Klarissen gebracht – jedoch nicht als Chorfrau, sondern als Laienschwester, was ihren Widerwillen erregte, den sie jedoch ihrem Stolz zuschrieb. Ihr Beichtvater sah jedoch bald ein, dass er sie falsch beraten hatte und bei einem Besuch des Ordensvisitators am 12. März 1607 erkannte auch dieser, dass sie „für diese Lebensweise nicht geeignet (sei)“.
Sie verließ das bestehende Kloster und vertrat ihren Plan der Gründung eines eigenen Klarissenklosters für Engländerinnen, in dem ebenfalls die Ordensregel der Klara von Assisi angewandt werden sollte. Sie setzte ihr Vermögen ein, erhielt ein Grundstück geschenkt, das gegen ein anderes in Gravelingen eingetauscht werden konnte, und organisierte dort den Hausbau, der als Grundlage des Vorhabens geplant war.

„Sechs Monate war Maria zu Verhandlungen in Brüssel. Außer dem städtischen Magistrat von Gravelingen, dem Gouverneur der Region, hatten auch die Fürsten in Brüssel die Erlaubnis zu geben. Albert und Isabella stimmten am 7. Oktober 1608 dem Plan zu.“

Historischer Hintergrund

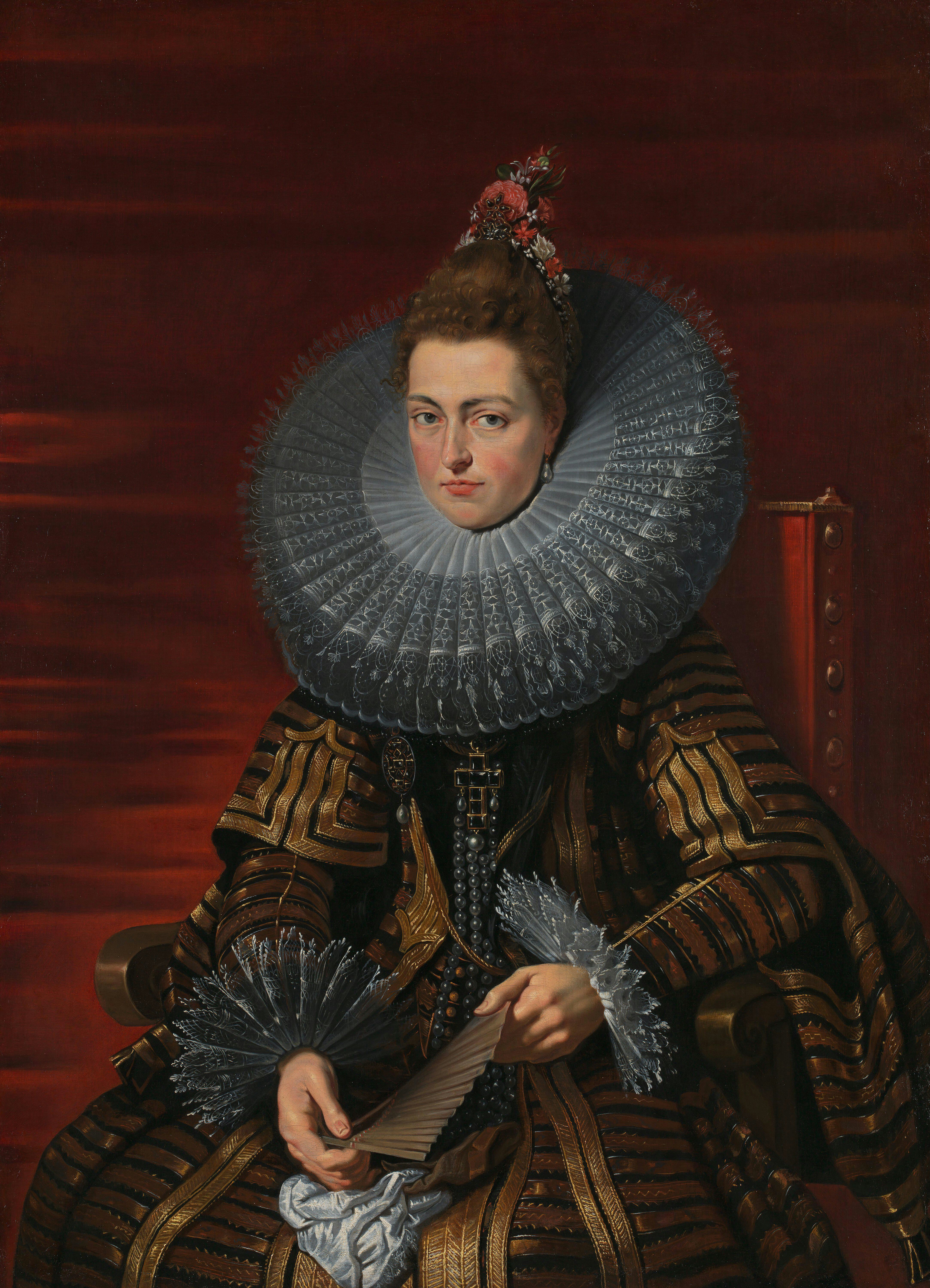
Isabella Clara Eugenia – Porträt von Peter Paul Rubens, 1609

Die Infanta Isabella Clara Eugenia war die Tochter des spanischen Königs Philipp II. von Habsburg und war mit Erzherzog Albrecht VII. von Österreich (Albert), der ebenfalls am Hof Philipps II. erzogen worden war, verlobt. Albert war 1595 zum Generalgouverneur der Niederlande ernannt worden. Das Paar erhielt als Brautschatz die katholischen spanischen Niederlande von der Krone. Albrecht hatte 1609 einen zwölfjährigen Waffenstillstand mit den nördlichen Provinzen ausgehandelt und in dieser gesellschaftlichen Blütezeit bot sich auch Maria Ward ein von regionalen Kriegsereignissen unbelastetes Umfeld. Isabella wurde, nachdem die neue Kontur des Vorhabens deutlich war, auf lange Zeit bedeutende Förderin von Maria Ward.

### Erste Gründung
St. Omers Bischof Blaes stellte während des Baus des Hauses bereits Räume zur Verfügung, in der die fünf Engländerinnen des wallonischen Kloster mit einzogen und Marias Schwester Francis und sie selbst zu den Novizinnen zählten. Zur Äbtissin ernannte der Bischof am 28. Dezember 1608 Mary Stephen Goodge, die frühere Oberin Marias. Pater Roger Lee von der Gesellschaft Jesu gab den Schwestern und Kandidatinnen die Exerzitien […] Im Januar 1609 kam die Frage auf, ob die Gründerin des Konvents nicht gleich zur Profeß zugelassen sei?. […] Am 6. Februar 1609 (erhielt sie) mit den für den Chor bestimmten Anwärterinnen das Postulantinnenkleid.

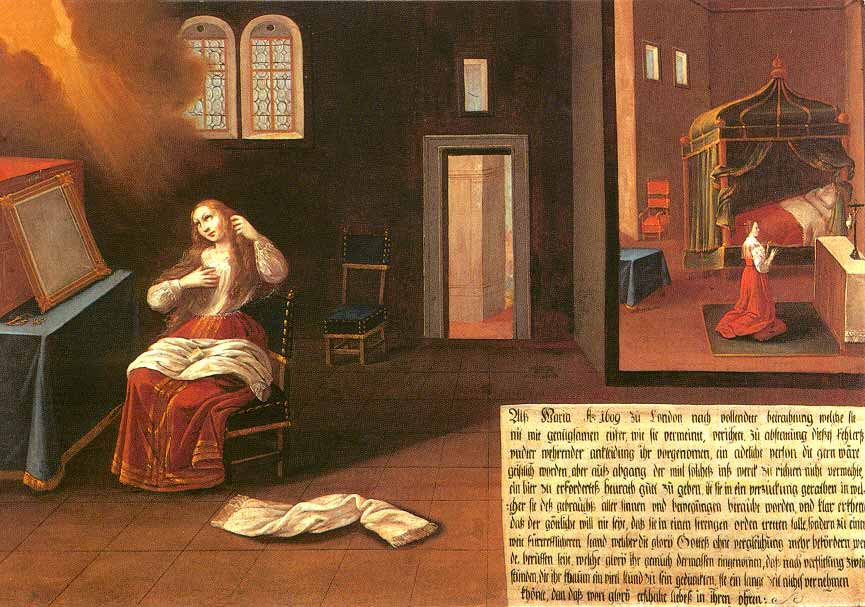
Erkenntnis, 1609 – (Gloria-Vision) / In London

## „Das Andere“
Während ihrer Befassung mit dem Konvent – im Mai 1609 – erlangte sie in einer meditativen Situation eine Erkenntnis. Es wurde ihr klar, dass „das Andere“ die eigenständige Gründung einer Einrichtung nur für Frauen sein musste und nicht der Versuch, einen bestehenden Orden zu finden, der ihr einen gewissen Handlungsspielraum zubilligte. Den Zeitumständen gemäß konnte diese Gründung nur als klosterähnliche Einrichtung bestehen. Sie befasste sich fortan damit, welche Struktur, welche klösterliche Regel, ihrer Gründung am günstigsten sein könnte.

„Es war ein Auftrag: nach ihrer Neigung wurde sie nicht gefragt. […] Ohne Zweifel fürchtete sie auch die vielen Ungewissheiten, denen sie wieder ausgesetzt sein würde. […] Dann war es soweit: Der Konvent zog nach Gravelingen um. Und Maria verließ ihr Werk. Es war Mitte September 1609.“

Die Erwartung einer weiteren Erkenntnis zur ‚anderen‘ Zielsetzung außerhalb der Zugehörigkeit zu einem angesehenen Orden, trieb sie in einen Konflikt um den Gehorsam gegenüber kirchlichen Autoritäten und ihrer Überzeugung, einem göttlichen Auftrag zu folgen, den sie in intensivem Gebet transformierte.
Auf Anraten ihres Beichtvaters, Pater Lee, begegnete sie dem Zwiespalt mit einer Rückkehr nach England als Karmelitin und somit als Mitglied eines Bettelordens, der sie als Aktivistin unverdächtig machte. Sie arbeitete in London im Dienste anderer Menschen und „hatte Zutritt zu allen möglichen Kreisen. […] Sie ging zu den Katholiken in die Gefängnisse, versorgte Kranken die Möglichkeit zum Empfang der Sakramente.“

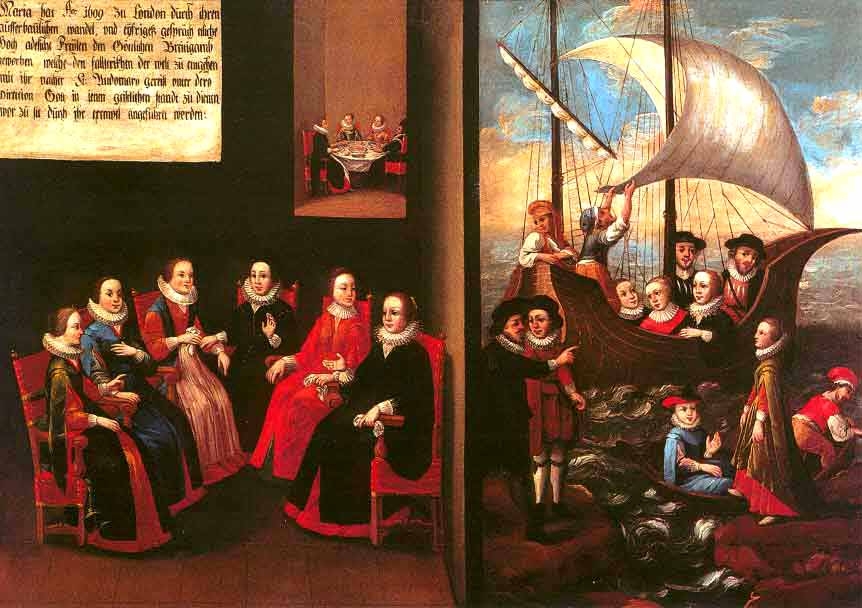
Im Kreis der ersten Gefährtinnen / Überfahrt nach St. Omer 1610

Noch in England schlossen sich Maria fünf junge, adelige Gefährtinnen an:
- Winefrid Wigmore aus Herefordshire
- Susan Rookwood aus Suffolk
- Catherine Smith aus Leichestershire
- Jane Brown aus Sussex
- Mary Poyntz aus Gloucestershire

Bald darauf schlossen sich auch Barbara Ward, eine Schwester Marias, und Barbara Babthorpe an.
Rückkehr in die Niederlande
Die gemeinsame Rückkehr aufs Festland Anfang 1610 hatte wiederum St. Omer in Flandern als Ziel. Dort war ihr Beichtvater Pater Lee und Maria rechnete auch auf Unterstützung durch Bischof und die Honorablen der Stadt und Provinz. Maria erwarb ein Haus in der Stadt, „schon im nächsten Jahr kaufte sie ein Nachbarhaus dazu und kurz darauf ein drittes. Sie bemühte sich auch um die Genehmigung des Bischofs Blaes, der Erzherzöge von Brüssel, des Magistrats von St. Omer.“
Englische Familien des Orts vertrauten ihnen schon am Anfang Mädchen zu Erziehung und Ausbildung an: „Die jungen Frauen führten ein hartes Bußleben, das an die Ordnung der Klarissen erinnerte.“ Doch schon bald sah Maria ein, dass diese Lebensform sich „auf die Dauer nicht mit den Anforderungen des Tages vereinen“ ließ. Im Oktober 1611 erkrankte Maria schwer, erholte sich aber wieder. Sie hatte „in einer Stunde der Gnade“ erkannt, wie ihr Orden zu gestalten sei:

„Es sollte ‚das gleiche von der Gesellschaft Jesu‘ sein, soweit dies für Frauen angemessen sei. Die Sicherheit, die Maria in dieser Stunde gewann, wurde durch keine Schwierigkeit erschüttert. Sie war schon seit ihren Jugendjahren auf das ignatianische Ideal vorbereitet [… und den] Unterweisungen (der Jesuiten in England) gefolgt. Maria war glücklich. Das also war ‚das Andere‘.“

Pater Lee „wollte aber von einem solch engen Anschluß an die Gesellschaft Jesu nichts hören. Er bemühte sich auch in den nächsten Jahren, den Eifer der Frauen für die integrale Übernahme der ignatianischen Ordensverfassung in bescheidenen Formen zu halten.“ Maria ließ sich auch gegen weiteren Widerstand nicht von ihrem Plan abhalten, „ein großangelegtes, zentral geleitetes Institut auf[zu]bauen, das nicht an die Klausur gebunden war, um besser, freier den Menschen dienen und helfen zu können.“ Maria widersprach niemandem, lebte und handelte aber „in der Gewißheit, Gottes Willen richtig verstanden zu haben.“
Formierung von Widerstand

„In Jesuitenkreisen erhoben sich Bedenken, ob das Institut überhaupt einen rechtlich fundierten Boden gewinnen könnte. […] Der General [der Kurie] riet zu größter Zurückhaltung. Ein weiblicher Zweig der Gesellschaft Jesu schien unannehmbar und drohte, den Orden der Lächerlichkeit preiszugeben. […] Zu den Neidern gehörten auch andere englische Klöster und ihre Beschützer.“

Der Bischof Blaes von St. Omer trat für Maria ein und auch Pater Lee konnte sich ihrem Vorhaben „nicht frontal entgegensetzen, weil er überzeugt war, daß Gott sie führte.“ Im Jahr 1614 wurde P. Lee versetzt.

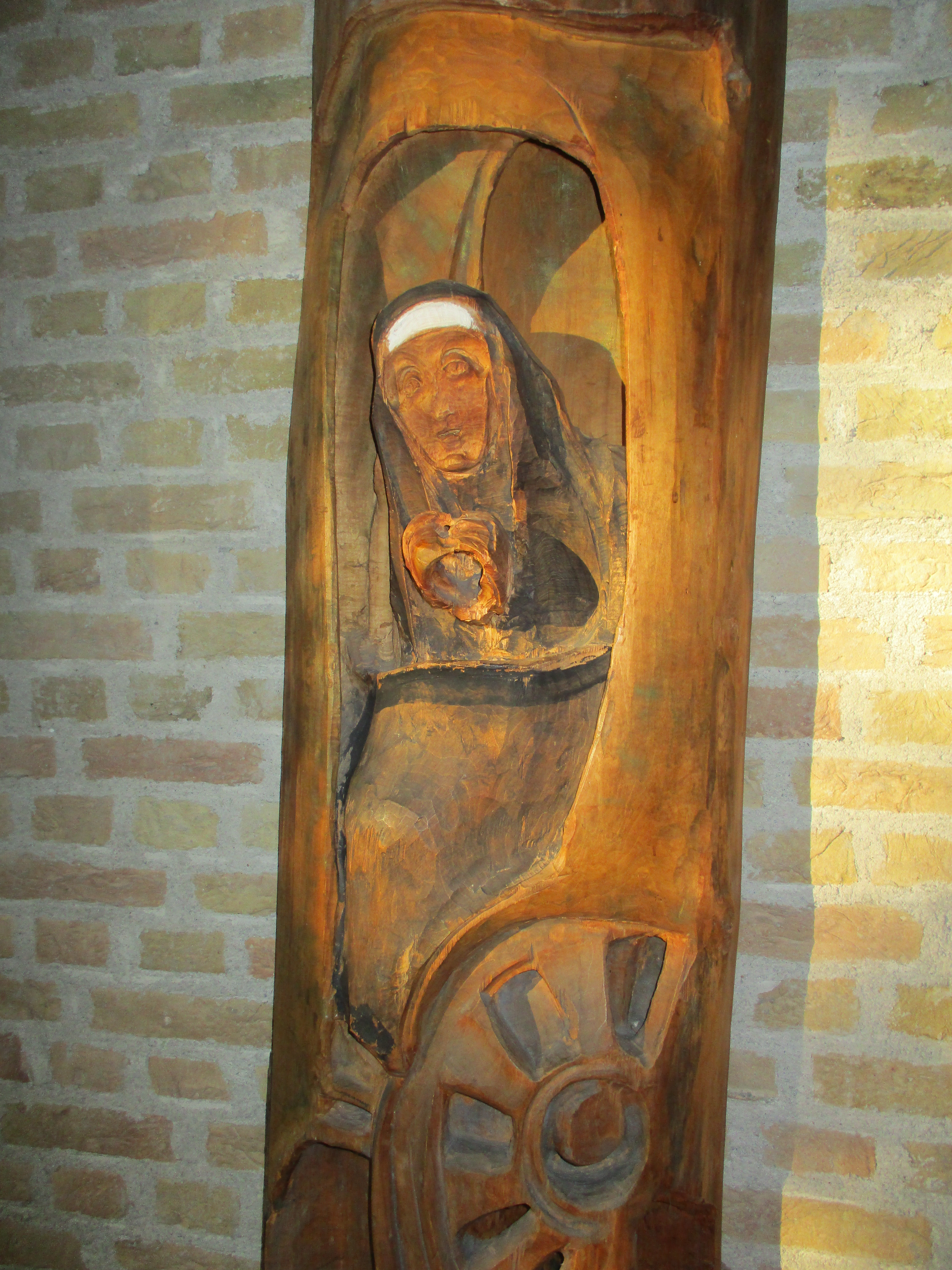
Bernardine Weber schuf die Plastik der Institutsgründerin Maria Ward im Jahr 1957

### Institutsplan
Maria verfasste 1614/15 einen Plan – „wohl einen kurzen Leitfaden zu den Konstitutionen“ – und zur Entwicklungsstufe des damaligen Instituts, der als Ziel auch die Hilfe für die bedrängten Katholiken Englands vorsah, doch als „eine Hauptaufgabe […] die religiöse Unterweisung der weiblichen Jugend (nannte). […] Das Institut sollte unmittelbar dem Papst unterstellt sein, frei von der im Kirchenrecht vorgeschriebenen Klausur, zentral geleitet werden von einer Generaloberin.“
Dies bedurfte der Bitte um päpstliche Bestätigung – diese wurde von einer persönlichen Übersendung ermöglicht: „Graf Thomas Sackville ging im November 1615 von den Spanischen Niederlanden aus nach Rom.“
Währenddessen war Pater Lee, der über den wahren Grund seiner Versetzung nicht im Zweifel war, Ende Oktober 1615 ein letztes Mal zu Exerzitien für Maria in St. Omer. Sie konnte mit ihm über die geistige Grundhaltung der Ordensmitglieder sprechen: „Für alles offen, aber an nichts gebunden“: Freiheit, begründet im Gehorsam gegen Gottes Willen. Hinzu als „weitere tragende Kräfte: Gerechtigkeit und Wahrhaftigkeit. Gerechtigkeit […] als Leben und Sein nach Gottes Willen. Die Wahrhaftigkeit hängt mit dieser Gerechtigkeit zusammen. Wenn alles auf den Willen Gottes ausgerichtet ist, dann stimmt es mit dem Menschen.“ Maria Ward: „‚daß wir so sind, wie wir scheinen, und scheinen, wie wir sind‘, mit anderen Worten: daß wir das ganz sind, was wir unserem Wesen nach sein sollten.“
Im Abschiedsbrief an Lee behandelt Maria auch die Frage, wie ihre Gefährtinnen die nötige Ausbildung für ihre Tätigkeiten bekommen könnten. P. Lee hatte der Gründerin als dringlichste Aufgabe die Sorge für die päpstliche Bestätigung empfohlen. „Noch vor der Überfahrt nach England, in Dünkirchen, erlag er im Dezember 1615 seinem Lungenleiden.“

### Erste römische Verhandlung
Zwar war schon 1614 der Plan einer Romreise erwogen worden, doch „wahrscheinlich ließ damals Marias gesundheitliche Verfassung ein solches Unternehmen nicht zu.“ Den Institutsplan, den Graf Sackville 1616 nach Rom mitnahm, gelangte „kaum in die Hände Paul V. In Rom wurde zunächst, offenbar von Freunden der Gesellschaft Jesu, eine einfache, verkürzte Form vorbereitet: Kennern der Kurie war klar, daß ein so auffallend neues Institut nie bestätigt werde.“
Ob in Kenntnis der (Kurzfassung) der Schrift oder nicht: „Der Papst überwies die Bearbeitung der Konzilskongregation.“

„Die Antwort aus Rom ging an den Bischof von St.-Omer und an den Nuntius in Brüssel. Der Eifer der Engländerinnen fand das Lob der Kongregation; der Bischof solle die weitere Entwicklung des Werkes mit seiner Hilfe und Sorge begleiten. Später könne über die Bestätigung verhandelt werden.“

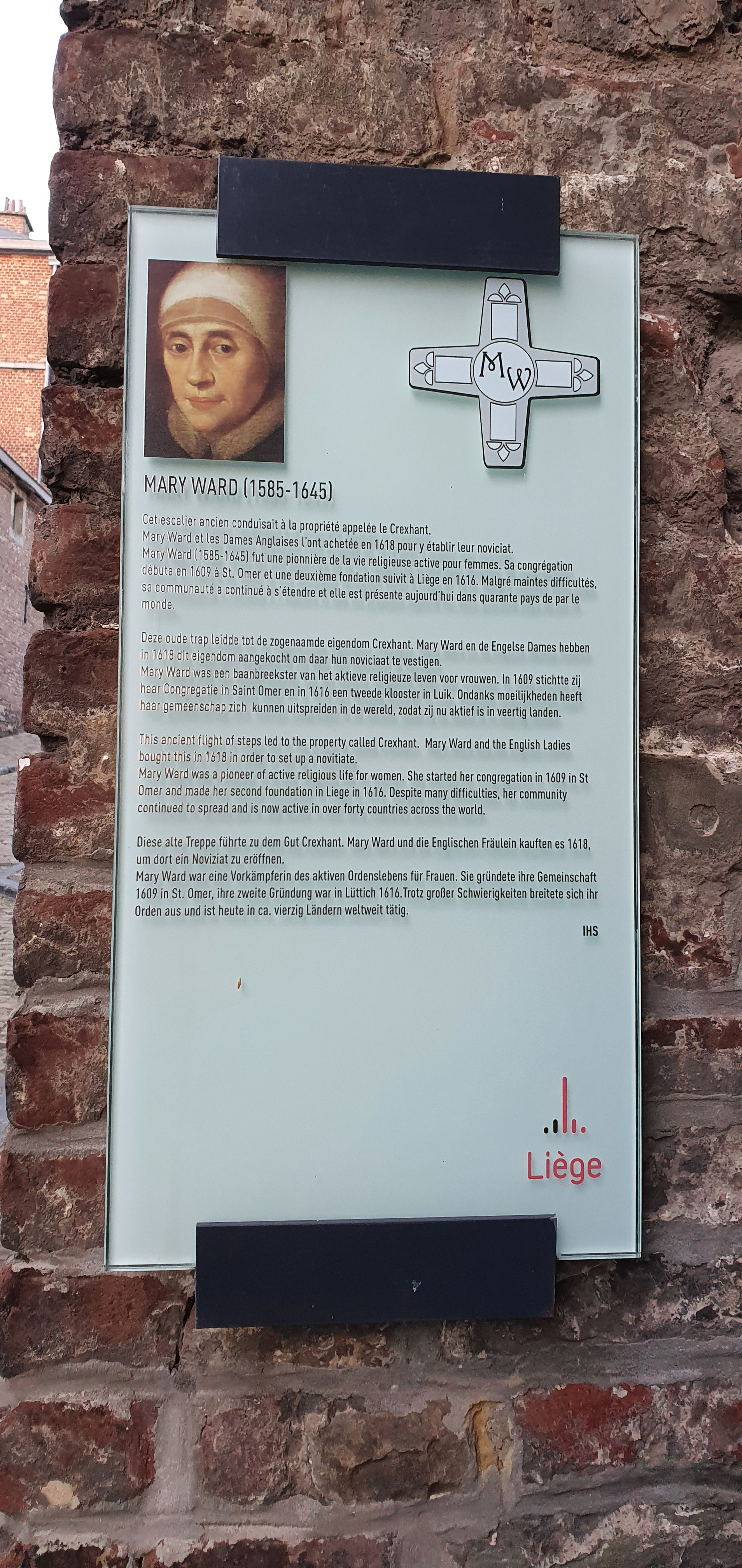
Tafel in Lüttich

Durch die Antwort ermutigt machte sich Maria Ward an die Ausbreitung des Instituts. Im November 1616 machte sie sich mit 14 Gefährtinnen auf den Weg nach Lüttich, da der dortige Rektor des englischen Noviziats der Jesuiten, Pater John Gerard, seine Hilfe anbot. Auf dem Weg besuchten die Engländerinnen in Brüssel „die Erzherzogin Isabella, die ihnen Wohlwollen und Aufmerksamkeit schenkte.“ Wahrscheinlich war die Unterstützung auch finanziell, denn Maria konnte in Lüttich ein Haus nahe der Kollegiatkirche St. Martin um 11.000 Gulden erwerben. „Fürstbischof Ferdinand von Lüttich, ein Bruder Maximilians I. von Bayern, zugleich Erzbischof von Köln, gewährte der neuen Gründung seinen Schutz. 1620 erfolgte die bürgerliche Eingemeindung der Mitglieder beider Niederlassungen.“

### Externe und interne Kritik am Werk
1617 reiste Maria nach England, wirkte karitativ und setzte sich für flüchtige Priester ein. Sie fiel allerdings auch auf und zog sich die Feindschaft des Erzbischofs von Canterbury, George Abbot, zu. Nach ihrer Rückkehr nach St.-Omer musste sie Anfeindungen abwehren, die sich auf eine Herabwürdigung der Aktivität als Frauen bezog:
Geistige Haltung (Frauenbild)
Der Minister im Englischen Seminar von St.-Omer, Pater Michael Freeman, reagierte auf Mitteilungen, dass „Maria Wards Institut in Rom von bedeutenden Persönlichkeiten, auch Kardinälen geschätzt (werde). Darauf P. Freeman: ‚Es mag stimmen, solange sie in ihrem ersten Eifer sind. Aber der Eifer schwindet. Und schließlich sind sie nur Frauen.‘“ In einer Versammlung der Gefährtinnen und männlichen und weiblichen Unterstützern erklärte Maria:
„Der Eifer bestehe nicht in Gefühlen, sondern im Willen, das Gute zu tun, und das gut zu tun, was man zu tun habe, auch die ganz gewöhnlichen Dinge. […] Der Eifer, so führte sie aus, schwindet, weil wir unvollkommene Frauen sind, weil wir die Wahrheit nicht lieben, weil Frauen sich manchmal zu viel an die Seelenführer anklammern, so daß mit ihnen ihr geistliches Leben steht und fällt. Der Eifer schwindet aber nicht deshalb, weil wir Frauen sind.“

„Was soll der Ausdruck ‚nur Frauen‘ anderes bedeuten, als daß wir in allen Dingen, einem anderen Geschöpf, dem Mann, wie ich annehme, nachstehen. Das ist, wie ich zu sagen wage, eine Lüge: mit Rücksicht auf den guten Pater will ich das Wort einen Irrtum nennen ... es gibt keinen solchen Unterschied zwischen Männern und Frauen ... Veritas Domini manet in aeternum – die Wahrheit des Herrn bleibt in Ewigkeit. Es heißt nicht veritas hominis, die Wahrheit der Männer oder der Frauen. Diese Wahrheit können Frauen ebensogut besitzen wie Männer. Mißlingt es uns, so geschieht es aus Mangel an dieser Wahrheit, aber nicht weil wir Frauen sind“

Zur Struktur des Instituts
Nach einem weiteren Aufenthalt in England 1618 wurde Maria in Lüttich von einer Gruppe ihrer Anhängerinnen kritisiert, die an der „Annahme einer approbierten Ordensregel“ arbeiteten. Maria verstand, dass es um die Struktur des Instituts ging und reagierte im April 1619 bei den Exerzitien mit einer Selbstprüfung: Sie forderte zum einen über Pater Gerard als Betreuer (Beichtvater) der Gemeinschaft, die Wortführerinnen, Schwester Praxedes und die Ministerin des Hauses, Mary Alcock auf, ihrerseits einen schriftlichen Institutsplan anzufertigen.
Zum andern befasste Maria sich mit dem Gedanken ihrer „Unentbehrlichkeit“, die sie „nicht gelten lassen (wollte) und wandte sich an Gott, der seinen Willen durchführen lassen könne, durch wen er wolle; sie bat um innere Freiheit.“ In ihrem Widerstreit zwischen Einsicht und Willen fügte sie sich schließlich und war bereit, Gottes Wille zu akzeptieren: „Ihre anfängliche Energie hatte eine Korrektur erfahren.“ Nach dem Gedanken, selbst zum Sterben bereit zu sein, fand sie Sicherheit und Heil darin: „einzig in Gottes Willen zu ruhen […] In dieser inneren Ausgewogenheit bestand sie ihre Prüfung. Die äußere Lösung des Konflikts trat dann auf drastische Weise ein: Praxedes starb und Mary Alcock verließ das Institut.“
1620/21 wagte sie zwei weitere Gründungen: Häuser in Köln und Trier – „die Erziehungsarbeit der Engländerinnen sowohl am Rhein als auch an der Mosel (war) dringend erwünscht.“ Dennoch war das Institut ...

„... eingekreist von Zurückhaltung und den Bedenken der Jesuiten, von der offenen Gegnerschaft der Jesuitenfeinde, auch von solchen, die zwar nichts gegen diese mutigen Frauen hatten, aber ein so neuartiges Unternehmen nicht unterstützen konnten, sondern ablehnen mussten. Es gab nur einen Ausweg: die Approbation durch den Papst.“

## Erste Romreise
Die Vorbereitung führte nach Brüssel, zur Erzherzogin Isabella. Diese riet zur Sicherheit eine Pilgerkleidung zu tragen und stellte den Reisenden Pässe aus, mit denen sie „ohne Behinderung die Grenzen überschreiten, die nötigen Aufenthaltgenehmigungen erwerben (konnten); auch brauchten sie die gewöhnlich verlangten Abgaben nicht zu bezahlen.“ Maria nahm fünf Gefährtinnen mit:
- ihre Schwester Barbara
- Winefried Wigmore
- Susann Rookwood
- Margaret Horde
- Anne Turner.

Der Priester Henry Lee, Neffe des 1615 verstorbenen Pater Lee, und Robert Wright aus ihrer Verwandtschaft begleiteten die Frauen. Zwei Pferde waren dabei, für das Gepäck und „für den jeweils am meisten ermüdeten Pilger.“ Die Reise begann am 21. Oktober 1621 in Lüttich und führte über Nancy, Lyon, den Mont Cenis, Turin, Mailand, Bologna, Loreto, Assisi, Spoleto, Terni di Via Flaminia nach Rom. Nach 2000 Kilometern trafen sie am Freitag, den 24. Dezember 1621 in Rom ein.

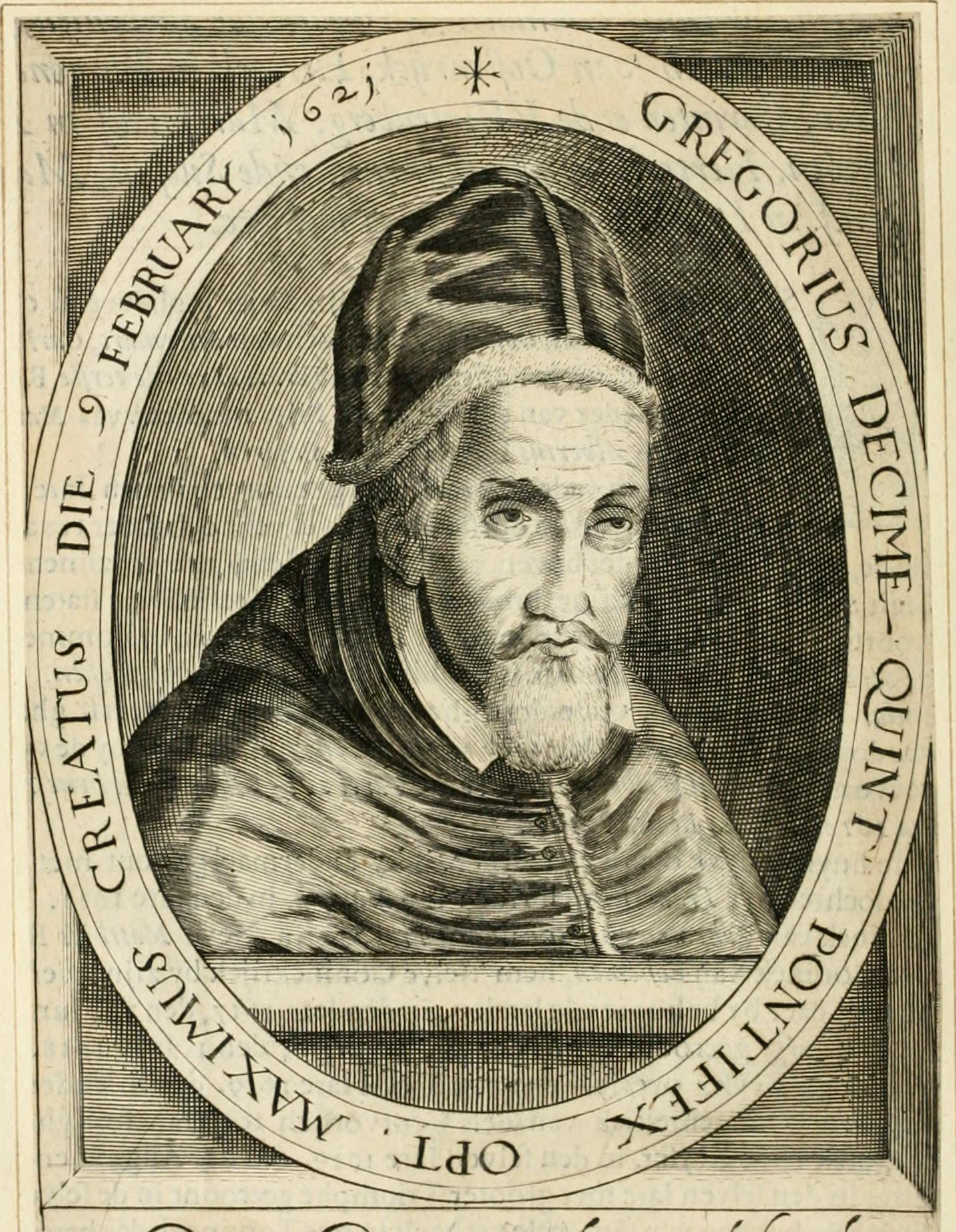
Gregor XV. im Jahr 1621

Ihr erster Gang galt der Peterskirche und in der Jesuitenkirche dem Grab des hl. Ignatius. „Nach dem ersten Weihnachtstag sandte Maria den Priester zum spanischen Prälaten Vives, der Isabellas Angelegenheiten in Rom vertrat.“ Montag, 27. Dezember, empfing sie dessen Gegenbesuch. Bereits am nächsten Tag, dem „Fest der unschuldigen Kinder, hatten die Englischen Fräulein ihre erste Audienz bei Gregor XV.“

„Prälat Vives stellte die Frauen dem Heiligen Vater vor. Er empfing seine englischen Besucherinnen mit Freundlichkeit und Interesse. Er sprach von der Notwendigkeit einer geistlichen Erneuerung der Frauen in den nördlichen Ländern. In der Gewißheit, in Gottes Auftrag zu stehen, erhoffte Maria jetzt schon eine günstige Aussicht auf die Bestätigung. Sie überschaute das Ausmaß ihrer Bitte nicht.“

Audienz beim Papst
Maria übergab dem Papst ihre Supplik und den Institutsplan. Die Autorin Immolata Wetter kommentiert, dass diese sofortige Übergabe zeigt, „daß die Gründerin keine kurienkundliche Beratung hatte, sie wohl auch nicht für nötig hielt [… sie] richtete sich nie nach diplomatischer Klugheit. Alles sollte vor der Kirche offenliegen. Wenigstens 85 % der Schrift wurden wörtlich dem Text der Gesellschaft Jesu übernommen, den Julius III. dem hl. Ignatius bestätigt hatte. [… Maria] glaubte, daß eine bereits bestätigte männliche Ordensverfassung leichter auch den Frauen zuerkannt werde. […] Die geplante apostolische Tätigkeit (sollte) nicht mehr auf England allein, sondern weltweit sein: auch Missionen bei ‚Heiden und Türken‘ waren eingeschlossen. Solche Vorschläge von Frauen wurden als verwegene Kühnheit angesehen.“ Gregor VI. versicherte in lateinischer Sprache, er wolle die erbetene Approbation gerne geben, wenn die Regeln dem Kirchenrecht entsprächen. Er versprach seine Hilfe und kündigte an, die „Angelegenheit der Kardinalskongregation zu übergeben.“

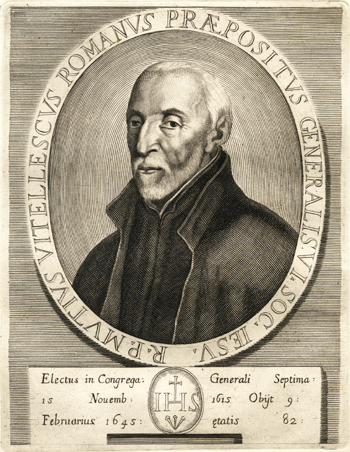
Ordensgeneral der Jesuiten, Mutio Vitelleschi

„Ihr Anliegen galt vor allem der Mithilfe, England wieder mit der römischen Kirche zu verbinden.“
Am 29. Dezember besuchte die Gründerin den spanischen Gesandten, kurz darauf den Kardinal Ludovisi, den Neffen des Papstes und den deutschen Kardinal Hohenzollern. Dann kam es zu einer Unterredung mit Pater Vitelleschi, dem General der Gesellschaft Jesu: „Das Gespräch mit Vitelleschi erhöhte Marias Zuversicht. [… Er teilte ihr] mit, daß sie mit den gleichen Diensten rechnen könne, die die Patres der Gesellschaft Jesu auch anderen Frauen in ihren Kirchen erwiesen.“ Doch könne er sich nicht einmischen, wenn die Kurie über Maria Eingabe verhandle.
Isabellas Vertreter Vives – „ein guter Kenner der Kurie und des kirchlichen Rechts“ – teilte der Infantin nach der ersten Woche des Besuchs mit, „daß sich die Verhandlungen in die Länge ziehen werden. Er hatte bereits die neuralgischen Punkte begriffen: Freiheit von der Klausur und Unterstellung des Instituts unter den Papst. […] Auch die Geldnot der Engländerinnen erfaßte er rasch.“ Er erwartete keinen Bescheid „vor Mai“.
Anklagen und Denunziationen
Der englische Gesandte in Venedig schrieb bereits am 21. Januar 1622 nach London: „Wir werden einen neuen Orden von Jesuitinnen haben. Sie täten besser daran, sich mit Handarbeit zu befassen, als Mädchen im Katechismus zu unterrichten.“
Schon bald gelangten Beschwerdeschriften vorwiegend aus England zum Papst: „Sie stammen vom Erzpriester des englischen Weltklerus, von einem Benediktiner und dem Präsidenten des englischen Priesterseminars in Douai“.
Die Schreiben an den Papst waren von einer antijesuitischen Haltung geprägt und enthielten als Hauptanklagen:

„Die Frauen gäben sich als Ordenspersonen aus, wollten aber keine Moniales, Nonnen im herkömmlichen Sinn sein, sein. Ihr Ziel sei die Bekehrung Englands, wo sie sich priesterliche Aufgaben anmaßten. Sie entzögen anderen englischen Klöstern in den Spanischen Niederlanden die Kandidatinnen und erhöben ihr Institut über allen anderen Orden. Sie hielten sich nicht an die kirchlichen Klausurvorschriften.“

Im Schreiben des Erzpriester wurden die Frauen zum ersten Mal als „Jesuitinnen“ bezeichnet. In Rom – so Immolata Wetter – „schürte der Agent des englischen Weltklerus die Glut weiter und nützte seine Beziehungen zu der nicht gerade jesuitenfreundlichen Kurie gegen die Gesellschaft Jesu und Maria Wards Institut. Die Gegner glaubten ja nicht, daß sich der Jesuitenorden sich vor der neuen Gemeinschaft zurückhielt [… sondern] heimliche Hilfe erhielt.“ Die Vorhaltungen verstärkten die Zurückhaltung des Jesuitengenerals, „der Ruf und Wirksamkeit der Gesellschaft Jesu zu schützen hatte. Daß Marias Anliegen mit dem unseligen Priesterstreit verflochten war, bestärkte die Zurückhaltung der Kurie. Anfängliche Hoffnungen auf Bestätigung versiegten, wenn auch Maria Ward die Lage noch nicht voll durchschaute.“
Der englische Agent schrieb schon Ende März 1622, dass Maria Ward keine Approbation erhalten werde. Im Juni 1622 lagen alle Gefährtinnen krank darnieder. Am 25. Januar 1623 starb Marias Schwester Barbara. Die Frauen waren jedoch schon in ein Mietshaus eingezogen und hier erbat und erhielt Maria die Erlaubnis, eine Schule einzurichten: „Die Kardinäle sollten ihr Vorhaben in die Tat umgesetzt sehen.“
In ihrem Vortrag 1993 anlässlich der Verleihung der Ehrendoktorwürde der Katholisch-Theologischen Fakultät der Universität Augsburg verschärfte und erweiterte Immolata Wetter die Darstellung ihrer Biografie von Maria Ward:

„Der vergifteten Atmosphäre zwischen den englischen Priestern und der Gesellschaft Jesu war die Gründerin schon in Flandern und in England begegnet. […] Als Maria Ward von den Anklagen hörte, bat sie den Papst um Prüfung und Einsicht. Der Ehrverlust traf sie tief; Ehre bedeutete für die adelige Frau mehr als das Leben. […] Im ersten Halbjahr wurde Maria dreimal vom Papst empfangen. Papst und Kardinäle suchten einen bescheidenen Fortbestand des Werkes: man bot ihr die gemilderte Klausur der Oblatinnen von Torre di Specchi an. Maria ging nicht darauf ein. Damit hätte sie wohl die Tätigkeit in England und die Anerkennung als Orden mit feierlichen Gelübden aufgegeben. Die kleine Hilfe im Augenblick blendete sie nicht.“

Um das Warten auf die Antwort des Papstes zu nützen, bat sie, in Rom eine Schule eröffnen zu dürfen. Sie wollte, wie sie an Gregor XV. schrieb, „mit dem guten Beispiel den Übelrednern den Mund schließen, ‚turare la bocca - den Mund stopfen‘.“
Gründungen in Italien
Diese Tagesschule für einfache und ärmere Mädchen in Rom basierte auf guten Beziehungen „zwischen den fremden Lehrerinnen und den Römerinnen.“ Schon bald wurden täglich 120 Mädchen in die Schule geschickt, auch höheren Standes. Am 25. Februar 1623 berichtete Maria Ward an Erzherzogin Isabella von den Erfolgen, aber auch davon, dass die örtlichen Klöster genau dies „längst befürchtet (haben). […] In Rom hemmte das Klima des Mißtrauens jede weitere Entfaltung“ und Maria beschloss außerhalb eine neue Gründung und ging am 12. Mai 1623 nach Neapel:

„Die Gründung in Neapel begann in größter Armut. Aber sie glückte. Die Schule wurde Ende September in zwei Abteilungen eröffnet. Bald folgten Pensionat und Noviziat. Die Gefährtinnen in Neapel konnten den armen Mitgliedern in Rom zwischen Dezember 1623 und Dezember 1525 neunmal Geld senden.“

Hingegen scheiterte 1624 eine Gründung in Perugia, nachdem der einladende Bischof verstarb und der nachfolgende Kardinal „sich als Gegner der Englischen Fräulein (erwies).“
Das Jubeljahr 1625
Als Gregor XV. im Juli 1623 starb und im August 1623 Maffeo Barberini als Papst Urban VIII. gewählt worden war, bemühte sich Maria um eine Audienz, die ihr im Oktober 1624 gewährt wurde, als sich Urban in der Villa Mondragone bei Tusculo als Gast des Kardinals Borghese aufhielt. Der neue Papst „setzte vier Kardinäle zur Prüfung des Gesuches der Engländerinnen ein. Die Eminenzen, von der Notwendigkeit der Klausur für die weiblichen Orden überzeugt, sahen nicht, wo im kirchlichen Raum Hilfsdienste für Frauen angebracht sein könnten.“
Eine erste Information hatte der neue Papst schon vom englischen Weltklerus erhalten, der nun auch die Ausdehnung des Werkes in Italien ankreidete. Im April 1625 wurden die Häuser in Italien verboten. „Die Aufhebung der Häuser in Italien bedeutete für sie nicht die Antwort auf ihre Bitte. Es gab noch die Niederlassungen im Norden, in Lüttich, Köln und Trier.“
Zudem lag die Niederlassung in Neapel (unter Winefrid Wigmore) auf spanischem Territorium und bestand weiter bis zum allgemeinen Verbot 1630. In Rom gab es einen „Zug der Mütter […] zum Palast des Kardinalvikars und zur Schwägerin des Papstes, Donna Constanza Barberini […] Maria beruhigte die Mütter.“ Die Gefährtinnen mussten trotz Protest des Besitzers das gemietete Haus verlassen und zogen um „in die Nähe der Kirche Santa Maria ai Monti.“

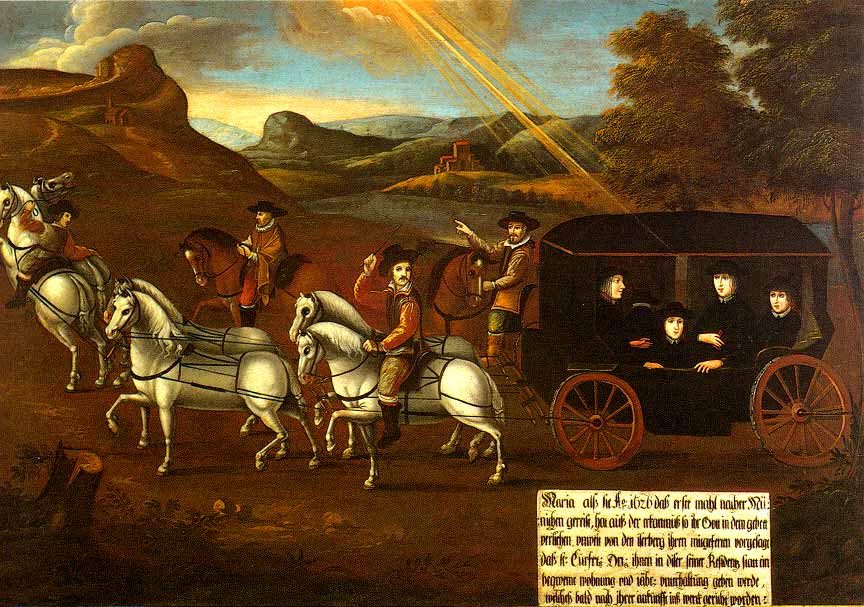
Reise von Rom nach München, 1626

## Reise nach München und Wien
„Zum neuen Jahr 1626 sah Maria ein, daß in nächster Zukunft keine positive Antwort zu erwarten sei. […] Das Ausmaß der unheilvollen Verkettung von Gegnerschaften, die sie eingekreist hielten, durchschaute sie ebenso wenig wie die Schwierigkeit, die ihr Gesuch an die Kurie heraufbeschworen hatte. […] Dann reifte ein neuer Plan heran.“ Um bei den ungünstigen Verhältnissen die Zeit zu nützen, wollte sie zuerst ihre Gefährtinnen im Norden aufsuchen, die ebenfalls bedrängt waren. Mit der Reise beabsichtigte sie, Besuche beim bayrischen Kurfürsten Maximilian I. in München und Kaiser Ferdinand II. in Wien zu verbinden.
Ab dem 10. September 1626 mit Mary Poyntz, Elizabeth Cotton und Anne Turner auf dem Weg, besuchten Großherzoginnen in Florenz, die Herzogin Margarita Farnese in Parma und die dortigen Ursulinen, eine „Gründung des Hauses Fürstenhauses Farnese, die eine Schule hatten, aber sich nicht zur Klausur verpflichteten. […] In Mailand galt ihr Besuch dem Kardinal Federico Borromeo und seinen Frauenklöstern.“

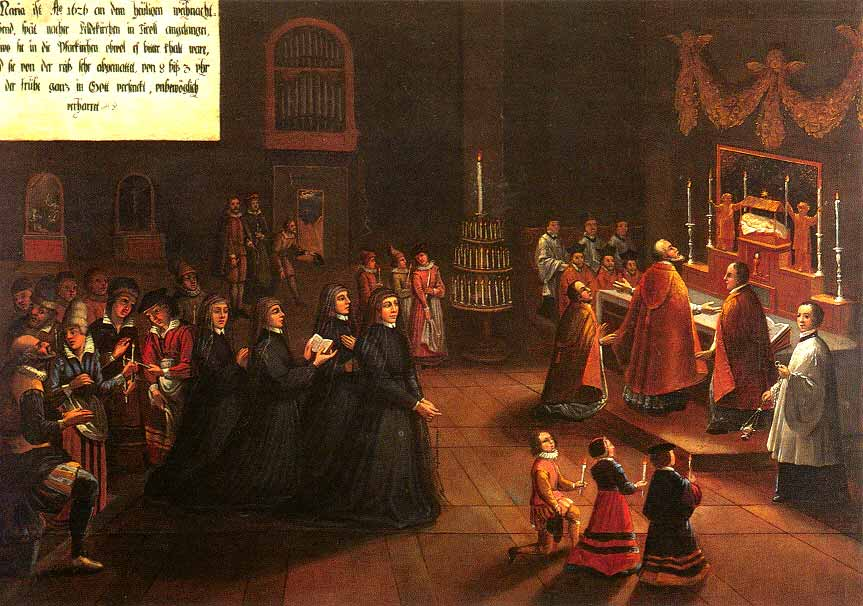
Weihnachten am 24. Dezember 1626 in Feldkirch

Im Dezember reisten die Frauen über Como und „den Splügenpass nach Feldkirch, wo sie am 24. Dezember 1626 eintraf(en). […] Dann besuchte Maria das Damenstift in Hall, eine Gründung der drei Töchter Kaiser Ferdinands I. Die Stiftsdamen wollten sich auch auf keine Klausur einlassen, um die Führung durch die Patres der Gesellschaft Jesu nicht zu verlieren.“

„Am 7. Januar 1627 erreichten die Frauen München und wurden bald nach ihrer Ankunft in der Residenzstadt vom Kurfürsten und seiner Gemahlin Elisabeth Renata empfangen. Es muß eine Überraschung für die Engländerin gewesen sein, daß die Fürsten sie nicht weiterziehen ließen, sondern die Eröffnung einer Schule in München erwarteten. […] Bald nach dem 27. April eröffnete Maria die Schule in zwei Abteilungen, die einfache Tagesschule mit den Elementarfächern und den Unterricht in Fremdsprachen, Musik und feiner Handarbeit für die ‚Kostfräulein‘, wie die Pensionärinnen hießen. […] ein Noviziat (wurde) eröffnet. Anna Rerlin, die am 27. Mai 1627 als erste Deutsche um Aufnahme bat, gründete und leitete später das ‚Armemädgenhaus‘, in dem arme, verwaiste Kinder ein Heim fanden und eine solide Erziehung erhielten.“

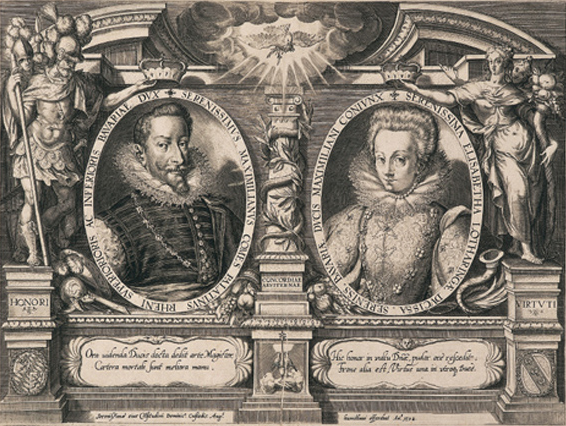
Kurfürst Maximilian und Gemahlin Elisabeth

Die Mädchenschule der Englischen Fräulein wurde im „Paradeiser-Haus“ (am heutigen Marienhof hinter dem Rathaus) eingerichtet.
Der Kurfürst übernahm sämtliche Kosten – auch für das Haus der Gefährtinnen – und „für den Unterhalt von ‚zehn Müettern und Schwestern di Jesu‘ [… mit] jährlich 2000 Gulden, ‚solange es seiner Seiner Kurfürstlichen Durchlaucht gefällig sein werde‘.“
Empfehlungen des kurfürstlichen Hauses in München bereiteten den weiteren Weg: „Mühelos eröffnete Maria auch in Wien eine Schule. […] Der Wiener Kardinal Klesl berichtete im September 1628 von 465 Schülerinnen.“

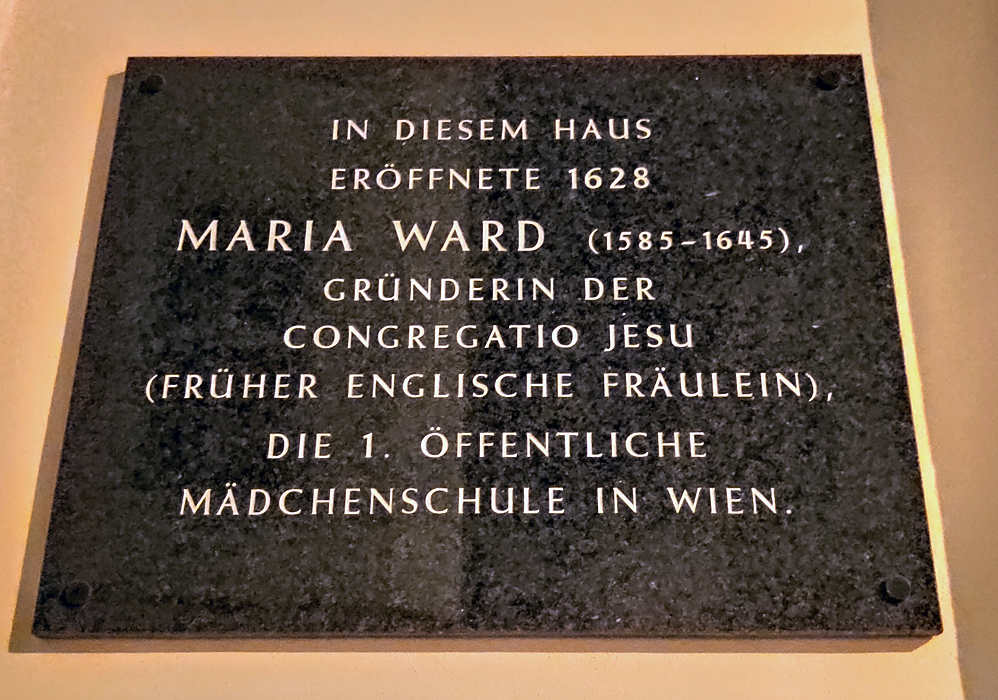
Gedenktafel am Haus Stoss im Himmel 3 in Wien zur ersten öffentlichen Mädchenschule der Stadt

Klesl war ein zwiespältiger Beobachter, denn „er beklagte sich in Rom bei Kardinal Bandini über die Eigenmächtigkeit der Frauen, die die seine Kurie übergangen hätten und nicht dem Bischof, sondern ihrer Generaloberin unterstehen wollten.“

### Preßburg und Prag
Es folgte die Einladung zu einer Gründung in Preßburg durch die Gräfin Maria von Pálffy, die den Erzbischof von Gran, Peter Pázmány, um die Erlaubnis gebeten hatte. Er entschied für die Gründung und Mitte März 1628 kam Maria in die Krönungsstadt der ungarischen Könige. Barbara Baphthorpe übernahm das Amt der Rektorin. Kaiser Ferdinand II. hatte zudem eine Gründung in Prag gefördert und der Graf Michael Adolf von Althan hatte Maria schon im Oktober 1627 eingeladen. Mitte April 1628 kam Maria nach Prag. Adlige hatten mit dem Prager Kardinal Harrach verhandelt, der jedoch unter dem Einfluss eines Kapuziners und Jesuitengegners stand: Harrach sprach mit dem Wiener Nuntius Carlo Carafa, der noch die Preßburger Gründung gebilligt hatte, aber nun eine Eröffnung ablehnte, „da das Institut keine Bestätigung habe. Maria begriff nicht: Haus und Kirche standen leer, sie wollte Gutes tun, der Kaiser war auf ihrer Seite.“

„Maria schied nicht leichthin von der Stadt, wo ihr eine Fundation für 30 Personen in Aussicht gestellt worden war. Die Nuntien sandten negative Berichte nach Rom, wo der Erfolg im Norden schon neue Bedenken gegen das Institut geweckt hatte. Der damals noch außerordentliche Nuntius Pallotta hob Befürchtungen wegen gefährlicher Irrungen hervor; die Frauen seien keiner kirchlichen Autorität unterworfen, was doppelt gefährlich sei, wörtlich: ‚bei dem schwachen, zum Irrtum neigenden Geschlecht‘.“

Der Aufhebungsbeschluss

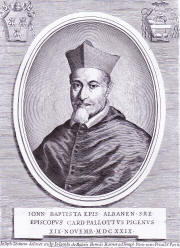
Kardinal Pallotta. Gemälde von Giuseppe Maria Testana, 1629

Maria besuchte Pallotta, doch war dessen Bericht schon abgegangen und dieser hatte in Rom einen Sturm gegen die Jesuitinnen ausgelöst: In der Propagandakongregation wurde unter Vorsitz des Papstes am 7. Juni 1628 die Aufhebung der Niederlassungen beschlossen. Maria erhielt keine persönliche Mitteilung. Ein Missständekatalog von 20 Punkten wurde mit Hilfe der negativen Nachrichten seit 1522 zusammengestellt und als Instruktion mit dem Dekret den Nuntien in Wien, Köln, Brüssel und Neapel zugesandt.
Im September 1628 hatte Maria wieder eine Audienz bei Nuntius Pallotta in Wien. Er schürte Hoffnungen, „indem er ihr zu einer Reise nach Rom riet, damit sie dort nochmals wegen der Bestätigung verhandle.“ Nach zwei weiteren Unterredungen berichtete Pallotta dem Kardinalstaatssekretät Barberini, „die Generaloberin […] unterwerfe ihr Institut den Anordnungen, dem Urteil und Willen des Heiligen Vaters. Sie wolle nach Rom gehen, um dort über die Konfirmation und Approbation ihres Instituts zu verhandeln‘“.
Zur Reise im Januar 1629 schrieben der Preßburger Erzbischof und spätere Kardinal Pázmány an seinen römischen Agenten und Maximilian von Bayern an Barberini Briefe zur „Notwendigkeit“ des Wirkens Marias. Sie fanden in Rom keine besondere Beachtung. „Die deutschen Herrscher konnten bei dem frankophilen Urban VIII. nichts ausrichten.“

## Zweite Romreise
Am 2. Januar 1629 hatte Maria Ward mit Winefrid Wigmore, Elizabeth Cotton, Anne Turner und zwei Dienern München verlassen. „Der Kurfürst hatte Maria bis Innsbruck eine Sänfte zur Verfügung gestellt, die Erzherzogin Claudia erwies ihr den gleichen Dienst bis Trient. Ihr Gemahl, Erzherzog Leopold V. versorgte Maria mit einem Gesundheitspaß, da es bereits erste Anzeichen der Pest gab. Die Reisenden hatten diesmal einen Wagen mit vier Pferden mitgenommen, in den auch Maria Ward in Trient einstieg, von wo die Reise am 14. Januar über Mantua und Loreto fortgesetzt wurde. Die kranke Frau litt unter der Kälte und den Strapazen. […] Am 10. Februar war das Ziel erreicht.“

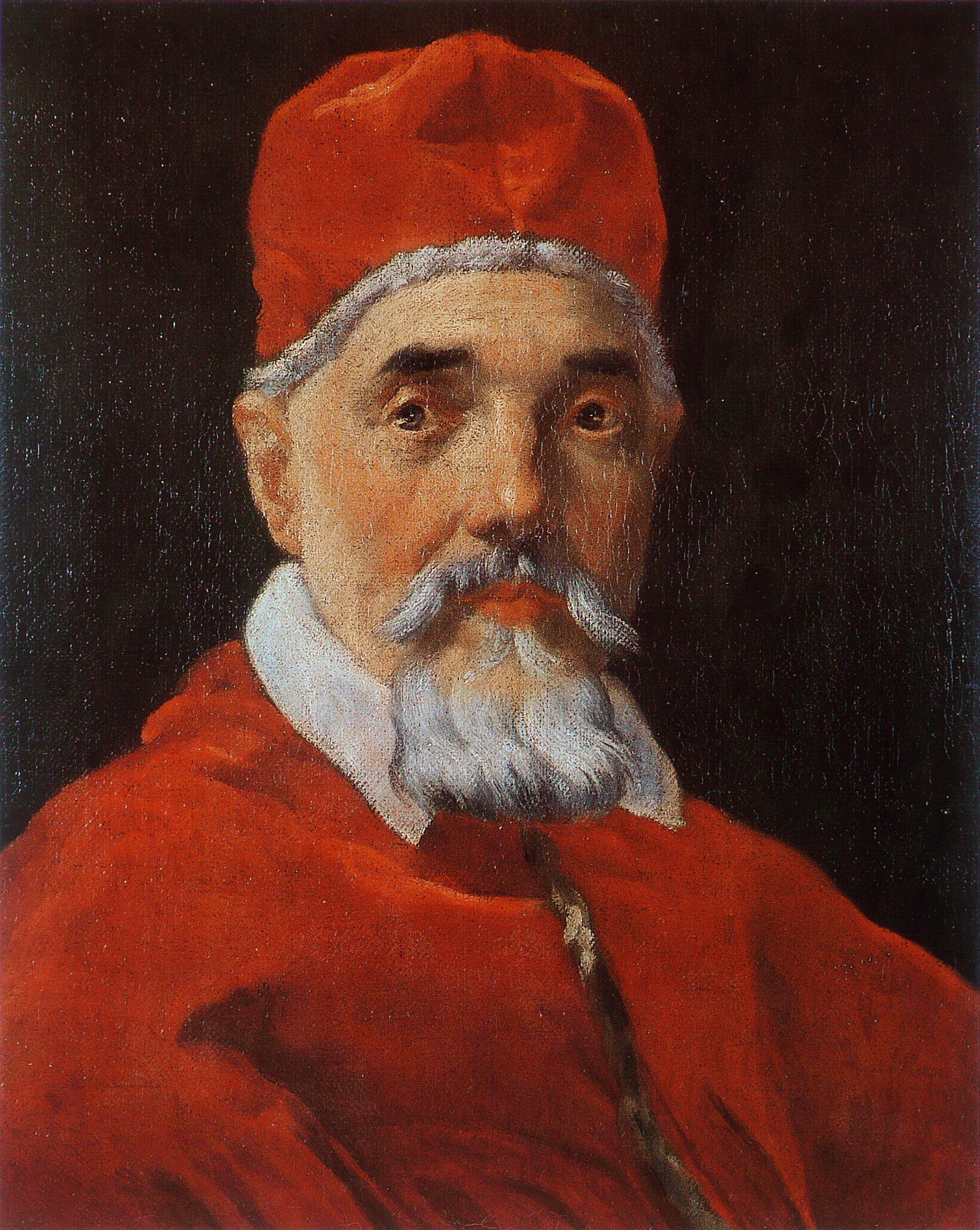
Urban VIII. Gemälde von Gian Lorenzo Bernini, 1632

Erschöpft lag Maria wochenlang im Bett, doch arbeitete sie in diesen Tagen „an einer langen Bittschrift, die sie am 25. März Urban VIII. übersandte.“ Das Schreiben ist von außergewöhnlicher Offenheit („Sie nannte Gegner und Schwierigkeiten beim Namen“). Sie sah in den „unkontrollierten Anklagen den Grund für die Maßnahmen gegen das Institut. Sie war sicher, daß eine gerechte Prüfung der Beschwerden zu ihren Gunsten enden werde. […] Maria wurde wieder von Urban VIII. empfangen, diesmal in Castelgandolfo.“
Immolata Wetter ist der Ansicht, dass Urban den Auflösungs-Beschluss von 1628 so verklausuliert benannte, dass Maria ihn in seiner Konsequenz nicht verstand und sie „schätzte den Wert der Audienz nach den freundlichen und liebenswürdigen Worten ein, die beim Gespräch fielen. Die Gründerin wurde vor vier Kardinäle geladen.“ Sie konnte ihr Anliegen darlegen und erklärte ihre Bereitschaft, persönlich „von ihrem Werk abzustehen, wenn der Papst und die Kardinäle es wünschten“, betonte jedoch auch, dass „es um die Sache Gottes gehe.“ Immolata Wetter: „Es scheint, daß Maria zu einem Verhör berufen war, das in vornehmer Form ohne demütigende oder entmutigende Worte verlief. Daß ihr Werk verloren war, sahen die Englischen Fräulein immer noch nicht.“
Verbote und Aufhebung der Institute
Doch die Auflösung lief bereits: In Neapel konnten „vornehme Damen“ in Fürsprache bei dem Kardinal die Fortsetzung des Unterrichts bewirken, auch in Wien wurde aus Rücksicht auf den Kaiser die Schließung verzögert, doch dann die Gemeinschaft aufgehoben bei Erlaubnis der Lehr- und Erziehungstätigkeit. In St. Omer wurde das Haus geschlossen, dabei der Altar demoliert – „die örtlichen Behörden brachten den heimatlosen Frauen einiges Verständnis entgegen.“
„Unter dem Druck der eingelaufenen Nachrichten und in Überzeugung vom Fortgang der Verhandlungen in der Kurie schrieb Maria Ward am 6. April 1630 an die Gefährtinnen im Norden. In dem Schreiben warnte Maria vor einreißender Mutlosigkeit und erklärte, ihrer Auffassung entsprechend, die Unrechtmäßigkeit der Aufhebungen, die von Gegnern in Szene gesetzt worden seien. Sie schrieb, ‚die Anweisung sei ohne die Kenntnis Seiner Heiligkeit zustandegekommen.‘“

### Brief vom 6. April 1630
„Der Brief enthielt drei Anordnungen für die Gefährtinnen: Sie sollen den Versuchen zur Aufhebung in Höflichkeit und Bescheidenheit Widerstand leisten, da das Dekret ohne Wissen Seiner Heiligkeit und der Kardinäle zustandegekommen sei; sie sollten sich auch nicht vor einer Exkommunikation fürchten und nicht vom Gehorsam abweichen. Die dargelegte Auffassung ist objektiv völlig falsch. Subjektiv lassen sich die Voraussetzungen erklären, aber nicht die, wie sie einen Kardinal als Bewerkstelliger der Aufhebungen bezeichnen konnte. Marias Blick war durch die vorausgegangenen Erlebnisse getrübt. Daß es im Propagandadekret vom 19. März 1630 hieß, ihre Bitten seien schon zurückgewiesen, sagte ihr offenbar niemand als Willen des Papstes. So verblieb sie in ihrer unrichtigen Sicht, mit der sie im April/Mai nach München zurückkehrte.“

Dieser Brief, der erst am 10. Mai in Lüttich eingegangen war, gelangte bis zum Papst und wurde dort „als Beweis für die hartnäckige Gesinnung der Gründerin“ gewertet.

## Auflösung der Institute
Inzwischen – Ende April 1630 – hatte Maria mit den Gefährtinnen Rom bereits verlassen, sie reisten durch erste Pestausbrüche in Norditalien mit Umweg über Venedig. Im Juni war Maria in München und fand dort „Mitteilungen über die Aufhebungen in Köln und Lüttich vor.“ In Köln sprachen die dortigen Frauen persönlich beim Erzbischof vor und forderten, dass „der Papst über ihre Lage besser zu informieren sei. […] Die elf Frauen in Lüttich hatten sich unterworfen und auf ihre Bitten hin einen Aufschub und 40 Tagen erhalten.“ Sie konnten aber wegen der Schuldenlast weiter im Hause bleiben.
Maria sandte nun Winefrid Wigmore als Visitatorin in die nördlichen Häuser. Am 5. September trat sie in Lüttich auf, um die „bereits vollzogene Aufhebung rückgängig zu machen. […] Visitatorinnen gab es damals nicht. Winefrid war von stahlharter Treue. […] Sie bestellte eine neue Oberin, führte ein, was durch die Aufhebung verboten war, ließ die Gelübde erneuern, wovon der Beichtvater abgeraten hatte. […] Der Nuntius kam und kündigte ein Verhör an.“ Sie widerstand auch dem päpstlichen Gesandten, doch wurde dies von der römischen Kurie nun als „flagranter Ungehorsam und offene Rebellion der Generaloberin“ gewertet.
Nach „Beratung mit den Gefährtinnen raffte sich Maria nochmals zu einem Hilferuf an Urban VIII. auf“ – zu dem sie „offenbar […] in Rom Vertrauen gefaßt (hatte).“ Sie schrieb, dass sie „‚ihr Werk auf Weisung und ausdrücklichen Auftrag dessen hin (unternommen habe), der nicht täuschen und getäuscht werden kann.‘“ Sie würde aber „ihre Überzeugung nicht dem Urteil des Papstes vorziehen: ‚Wenn Eure Heiligkeit mir befiehlt, von dieser Lebensweise abzulassen, werde ich bereit sein zu gehorchen.‘“
Marias Schreiben ging am 28. September 1630 nach Rom ab, doch zuvor – am 27. September – hatte der Kölner Nuntius Carafa seinen Bericht über den Konflikt in Lüttich abgeschickt und mit drei Vorschlägen verbunden:
- Einkerkerung der Generaloberin
- Verbot des Instituts durch eine Bulle
- Maßnahmen zur Ausrottung des Instituts

„Noch war der Brief unterwegs, als die Inquisition am 5. Dezember die Gefangensetzung der Generaloberin in München und der Visitatorin in Lüttich anordnete. Mitteilungen der Schwestern aus Rom, denen Nachrichtenquellen zugänglich gewesen sein müssen, weckten in Maria Bedenken, ob die Auffassung, an der sie festhielt, ihre Richtigkeit habe. Deswegen schrieb sie am 2. Februar 1631 an die Gefährtinnen, bei einer Aufhebung durch kirchliche Behörden das Gemeinschaftsleben und den Gehorsam aufzugeben. Formal gesehen konnte das Schreiben als Widerruf des Briefes vom 6. April betrachtet werden.“

Der Dekan der Münchener Frauenkirche, Jakob Golla, suchte Maria Ward am 7. Februar 1631 im Paradeiserhaus auf. Er verlas das Dekret über die Haft und führte mit der Verurteilten ein zweistündiges Gespräch. „Die Beschuldigung: Häresie, Schisma, Ungehorsam schien ihr unvereinbar mit dem erfahrenen gütigen Verhalten des Papstes. […] Doch fügte sich die gedemütigte Frau in die Einsperrung im Angerkloster. Golla konnte dem Heiligen Offizium und dem Kölner Nuntius mitteilen, daß die Gefangene, die krank sei, sich in aller Bescheidenheit unterworfen habe.“

### Gefangenschaft in München
Maria war sich keiner Schuld bewusst. Sie durfte eine Pflegerin bei sich haben, Anne Turner. Die Schwestern des Paradeiserhauses erhielten die Erlaubnis, sie mit Nahrung, Kleidung und Wäsche zu versorgen. Die Klarissen im Angerkloster waren zur scharfen Kontrolle angehalten, „jeder schriftliche und mündliche Verkehr war untersagt.“
Maria beschrieb ihren „Kerker“ – wie Immolata Wetter anmerkt – mit „englischem Humor“:

„Fürwahr, ich bin wirklich in einem klausurierten Kloster, in einem kleinen Zimmer des ersten Stocks eingesperrt, hart über der Gruft, wo sie ihre Toten begraben und die verstorbenen Heiligen ruhen. Unsere Wohnung war zuvor das Krankenzimmer für jene, die von den Ärzten aufgegeben waren. Wie es scheint, haben wir eine solche verjagt, die jeden Augenblick sterben kann, sie ist schon drei Jahre krank und hat ihre ganze Lunge in das Zimmer gehustet, wo wir bald braten und bald erfrieren ... Die beiden kleinen Fenster sind ziemlich vermauert und unsere Türe, mit Kette und einem Doppelschloß versehen, öffnet sich nur beim Ein- und Austritt unserer zwei Wärterinnen und der Äbtissin, unserer Oberaufseherin.“

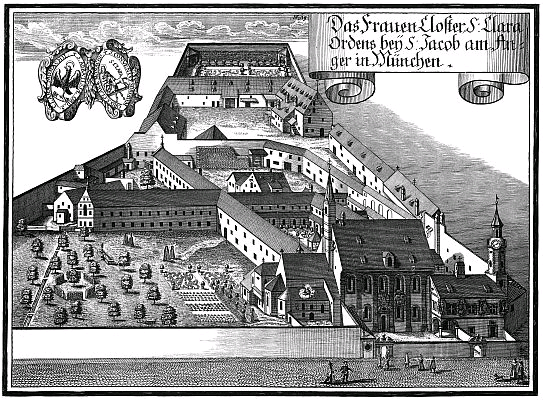
Marias Zelle soll sich in dem der großen Kirche vorgesetzten Bau befunden haben

Wenn der Ofen seine Hitze verbreitete, hat er jedoch noch eine andere Funktion:
Maria war bewusst, dass die Kommunikation mit den Gefährtinnen das unmittelbar wichtigste war und ging über das Korrespondenzverbot hinweg: „Wie in den englischen Gefängnissen schrieb Maria kurze Nachrichten mit Zitronensaft auf die Einwickelpapiere der Speisen, die ihr täglich vom Paradeiserhaus gebracht wurden.“ Die Schrift konnte unter Wärmeeinfluss gelesen werden. Die Gefährtinnen antworteten auf gleiche Weise. Die erfahrene Behandlung blieb Maria unverständlich. „Deutlich brachte sie den Protest in den für Rom bestimmten Schreiben wegen der Beschuldigung der Häresie zum Ausdruck.“
Ende März erkrankte Maria so schwer, dass sie um die Sterbesakramente bat. Dafür sollte sie ein Schreiben unterzeichnen, aus dem, wie sie glaubte, ein Eingeständnis von Schuld hätte entnommen werden können. Auch sollte sie darin ihre Gefährtinnen belasten. Sie wies diese Erklärung zurück und war bereit, auf die Sakramente zu verzichten. Sie verfasste einen eigenen Text „und bezeugte darin, nie mit Wissen und Willen gegen die kirchliche Autorität gefehlt zu haben. Ihre Erklärung wurde angenommen. Maria erholte sich wieder.“
Der Brief, den Maria in Ablehnung des vorgelegten Schreibens verfasst hatte, wurde „der wichtigste Angerbrief, die sogenannte ‚feierliche Erklärung‘.“ Das Schreiben könnte in Rom ein auf ihre Person bezogenes Umdenken bewirkt haben, denn Mitte April 1631, nach neun Wochen Haft, konnte sie ins Paradeiserhaus zurückkehren.
Vier Tage vor der Entlassung im April hatte sie einen weiteren Brief an Urban VIII. geschrieben, „bestritt ihre Schuld und beteuerte ihre Bereitschaft zur Sühne, falls ihr von zuständigen Personen eine Schuld zur Last gelegt werde.“ Doch der schwerwiegendste Vorgang war das nun folgende Verbot ihres Lebenswerkes:

## Die Bulle „Pastoralis Romani Pontificis“
„Diese wurde am 21. Mai 1631 in Rom veröffentlicht und, wie üblich für solche Dokumente, an hervorragenden Stätten ausgehängt: bei St. Peter und am Lateran, auf dem Campo dei Fiori und an der Päpstlichen Kanzlei. […] Die Bulle legte Maria mehr Lasten auf als die Gefangenschaft.“ Zwar fällt der Name Maria Ward nirgends in der Bulle, doch „keine frühere Ordensaufhebung war mit solcher Härte ausgesprochen worden. Der bildreiche barocke Stil täuscht nicht über die Härte hinweg, unterstreicht sie eher.“

„Der Charakteristik von der Verderblichkeit des Instituts folgt der Abschnitt über die Schuld: Ungehorsam und Widerstand der Jungfrauen gegen die väterlichen päpstlichen Ermahnungen, die Maria offenbar nicht verstanden hatte. Dann geht es um Aufhebung und Strafandrohungen. […] Die unmißverständlichen Erklärungen sollten auch den Fürsten klarmachen, daß sie ihre schützende Hand über Leuten hielten, die des kirchlichen Schutzes unwürdig seien. Hinter der Schärfe der Bulle stehen die Lütticher Vorgänge. Wahrscheinlich glaubte man in Rom, nun das wahre Gesicht der Jesuitinnen entdeckt zu haben. […] Den kanonistischen Standpunkt, weswegen das Institut auch ohne den Lütticher Aufruhr nicht gutgeheißen worden wäre, vermochten (die Gründerin wie ihre Gefährtinnen) nie zu begreifen; waren sie doch überzeugt, daß der Papst über die canones hinweggehen könne, wenn es um das Wohl der Kirche gehe. Maria Ward trug die Prüfung durch, ohne an der Kirche und ihrem Oberhaupt irre zu werden. So stark war ihr Glaube.“

Nach der Rückkehr „wahrscheinlich am 14. April in das Paradeiserhaus“ hatte sich ihr Kreis gelichtet: „Auch sie hatte nicht nur heldenhafte Frauen um sich.“ Doch eine treue Schar von Gefährtinnen hielt zusammen. Auch Winefrid Wigmore war dabei, von der nicht bekannt ist, wie sie dem Haftbefehl entging oder ihn überstand. Das Verbot des Instituts nahmen sie an – „aus Ehrfurcht vor Papst und Kirche“ –, doch die Begründungen waren ihnen nicht nachvollziehbar: „Die Frauen verstanden nicht, daß ihre Ordensgründung den damals herrschenden Vorstellungen vom weiblichen Ordensstand widersprach.“
Noch während der Haft Marias im März 1631 beschwerte sich der englische Klerus bei der Kurie in Rom „wieder die Jesuitinnen“ – dass dadurch „dieses ‚Monstrum‘ […] kaum hinreichend erledigt sei.“

## Dritte Romreise
„Die dritte Romreise wurde Maria Ward vom Glaubensgericht auferlegt.“ Trotz zerrütteter Gesundheit machte sie sich im Spätherbst 1631 auf den Weg, für den Dekan Golla einige Erleichterungen von der Inquisition erreicht hatte. Ende November musste sie lange auf den Gesundheitspass in Bologna warten, der wegen der Pest Voraussetzung für die Einreise in den Kirchenstaat war. Im Februar/März 1632 traf sie in Rom ein. „Wie es scheint, gab es kein Verhör. Sie vernahm bei der Audienz wieder beschwichtigende, gütige Worte von Urban VIII. Vom Makel der Häresie war sie freigesprochen. Sie durfte dann mit ihren Gefährtinnen in Rom gemeinsam wohnen und konnte dort auch ein Haus erwerben.“
„Doch um Rom zu verlassen, bedurfte es der Erlaubnis der Inquisition. Das scheint sie erst 1633/34 ganz begriffen zu haben. Statt einer Wasserkur in Spa wurde ihr nur San Casciano dei Bagni in Umbrien erlaubt. Daß dort Inquisitoren sie überwachten, erfuhr sie bald. Das Mißtrauen in Rom dauerte also immer noch an. Wieder in Rom, brachte sie ihre Klage vor den Papst und fragte, was sie noch hätte tun können, um ihre Treue zur Kirche und Papst zu beweisen. Urban VIII. versicherte ihr, er werde sie in Zukunft vor allem Unrecht schützen. Er erwies ihr auch materielle Wohltaten.“
Während Maria in Rom festgesetzt war, drohte 1632 in München eine Besetzung durch die Schweden. Ein Teil der Frauen im Paradeiserhaus zog mit Unterstützung des Kurfürsten nach Hall und er kam auch zur Rückkehr 1634 wieder zur Hilfe. „Im November 1635 bot ihm Winefrid Bedingfield ihre Dienste zur Mädchenerziehung an und am 1. Dezember 1635 gestattete Maximilian I. den wenigen verbliebenen Englischen Jungfrauen, in München wieder Unterricht zu halten, was in der Bulle nicht verboten worden war.“
Römische Jahre
Nach der letzten Papstaudienz 1634 gab es die beiden Häuser in Rom und München und einen regen Schriftwechsel zwischen Maria und ihren nächsten Ansprechpartnerinnen, in dem das Vertrauen auf Gott in vielen Differenzierungen im Mittelpunkt stand – „ihre Liebe zum Willen Gottes und die Sorge, den Willen Gottes zu erkennen und zu erfüllen […] blieb das geistliche Fundament bis zu ihrem Tod. Was sie traf, beschäftigte, bedrückte, was sie wünschte und verlangte, prüfte sie in aufrichtiger Indifferenz, ob die Sache mit dem Willen Gottes in Einklang stehe.“

„Für Maria Ward selbst hatten sich die Mißverständnisse aufgelöst. Ihre Seele war heil geblieben, ohne Bitterkeit. Darum konnte so viel Gutes von ihr ausgehen. An ihr baute sich die Treue der Gefährtinnen auf. Maria war für ihren Auftrag eingetreten, wenn auch mit menschlichen Unzulänglichkeiten. Noch in Rom, als so viel Schweres hinter ihr und die Zukunft trüb vor ihr lag, konnte sie schreiben: „Wie gut sind deine Taten geordnet, mein Herr und Gott.“ Das steht in der letzten geistlichen Aufzeichnung von ihrer Hand, die uns erhalten ist, mit dem Datum vom 12.3.1636.“

Ihr gesundheitlicher Zustand führte sie ab Januar 1637 wieder in eine Krise, die Linderung durch eine Kur in Nettuno war von kurzer Dauer. „Im Juli brachte sie ein Fieberanfall dem Tode nahe, sie empfing die Sterbesakramente. Urban VIII. sandte seinen Bruder, Kardinal SantʼOnofrio, und seine Schwägerin Donna Constanza zu ihr in die Wohnung. Das Fieber ging zurück, die Nierensteine quälten sie weiter. Völlig unerwartet sprach sie den Wunsch aus, in Spa Erholung zu suchen.“

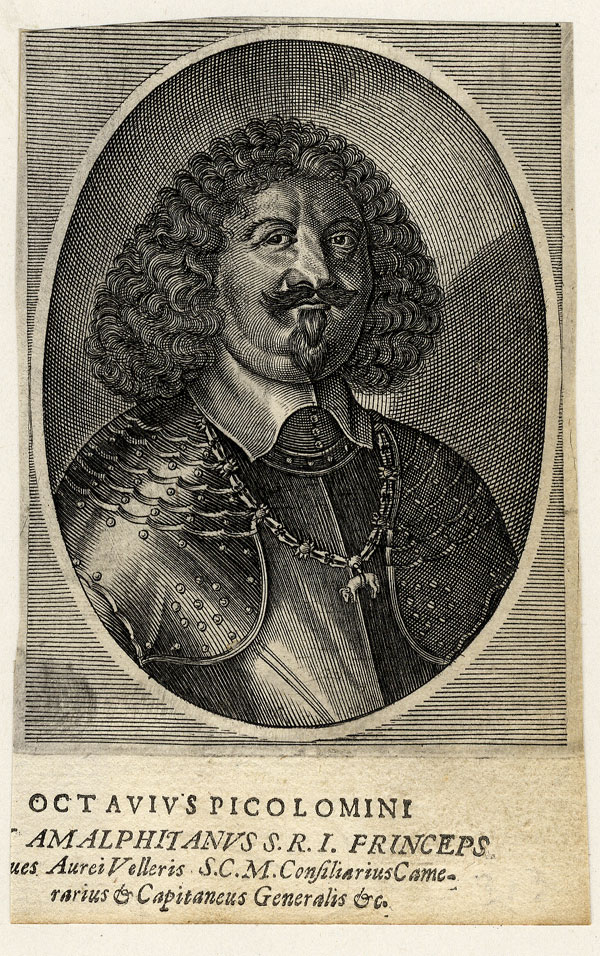
Feldmarschall Ottavio Piccolomini

Trotz Bedenken ihrer Gefährtinnen – auch wegen fehlender Geldmittel – setzte sie nach Verweis auf „die Vorsehung Gottes“ ihren Wunsch durch, Winefrid Wigmore und Mary Poyntz erbaten den Segen des Papstes, der sie „heilige Dienerin Gottes“ nannte. Am 10. September 1637 machte Mary sich mit den Genannten und noch Anne Turner und einem Diener auf den Weg nach Siena.
Dort hielt sie eine Lungenentzündung zehn Tage fest, doch stellte der „Erzbischof von Siena, Ascanio Piccolomini ein Empfehlungsschreiben an seinen Bruder, den kaiserlichen Feldmarschall Ottavio Piccolomini aus. Er bat für die vornehme, in Rom bei Papst und den Kardinälen hochangesehene Engländerin, und ihre Begleiterinnen und Diener auf ihrer Reise nach Spa Schutz und Hilfe an allen Orten, die dem Kommando seines Bruders unterstünden.“
Die Reise führte weiter über Florenz (zwölftägiger Aufenthalt), Bologna und Mailand nach Vercelli. Der dortige Gouverneur ließ die Frauen als Gäste des Nuntius Fausto Caffarelli in seinem Wagen nach Turin abholen. „Am 9. November verließen die Frauen Turin. In der Karosse des Nuntius fuhren sie bis zum Mont Cenis. Maria wurde über die Passhöhe getragen. Kälte und Schneestürme erschwerten das Vorankommen. […] Anfangs Dezember dürften die Frauen in Paris eingetroffen sein.“ Sie warteten auf eine günstige Zeit zur Kur in Spa. Im Mai 1638 fuhren sie durch unsichere Gegenden nach Lüttich. Nach der Kur in Spa führte der Weg nach Köln und Bonn zu Erzbischof Ferdinand. Im November kündigte Maria dem Kardinalstaatssekretär Barberini ihre Englandreise an. Dieser hatte sie bereits Königin Henriette Maria empfohlen.

## Rückkehr nach England
Im Mai 1639 reiste Maria von Lüttich über Saint-Omer und Calais nach London. Die Überlieferungen zum Aufenthalt sind widersprüchlich – so schrieb Maria an Urban VIII., sie plane ihre Rückkehr nach Rom 1641. Zum andern versuchte sie, „durch Gebet und private Unterredungen die Erlaubnis zur Errichtung von Schulen“ in London zu erwirken. Der beginnende Bürgerkrieg verhindert beide Pläne, nach verschärften Kontrollen und einer Wohnungsdurchsuchung wich Maria mit fünf Gefährtinnen im Sommer 1642 nach Yorkshire aus. In einem einsamen Dorf in der Nähe von York fanden sie eine Bleibe, im Oktober 1642 gesundete Maria. Bald jedoch rückten auch hier royalistische und parlamentarische Truppen vor. Im Frühjahr 1643 zog die Gruppe in ein Dorf bei York und „durch das einzige noch offene Stadttor [in York] passierten die Flüchtlinge im April 1644 die Posten der feindlichen Armee.“
„Am 11. Juli 1644 kam es zur Übergabe der königstreuen Stadt York an die parlamentarischen Heere. Fünf Tage später kehrten die Frauen in ihr verwüstetes Heim zurück, in dem 300 Soldaten gehaust hatten. Dann begann Maria langsam und schonend ihre Gefährtinnen auf die große Trennung vorzubereiten, die sie ahnte.“

### Tod und Begräbnis
Ein flüchtiger katholischer Priester ermöglichte mit den katholischen Nachbarn der Umgebung die Weihnachtsfeier, Maria bat um die letzte Ölung, doch der Priester war schon abgereist. Auch hatte sie seit zwanzig Monaten keine Nachrichten mehr von Gefährtinnen des Festlandes erhalten: „Winefrid Wigmore erklärte sich bereit, die 300 km von York nach London zu gehen, um dort die Post abzuholen. […] Zum letzten Geburtstag, dem 23. Januar 1645, fand sich Winefrid wieder am Bett der Kranken ein. Zwei Tage später veränderte sich der Zustand der Kranken […] und am Morgen des 30. Januar 1645 standen fünf Gefährtinnen am Sterbebett.“ Sie ermahnte diese, ihrer Berufung – „den Ruf Gottes zu diesem Institut, das sie nun als Ruinenfeld hinterließ“ treu zu bleiben. Dann war „tiefes Schweigen“ und sie „ging hinüber in der Gewissheit, ihr Werk würde zur Stunde Gottes neu entstehen.“
Die Gefährtinnen erhielten eine Begräbnisstätte auf dem kleinen Gottesacker von Osbaldwick neben der Kirche St. Thomas. Ein großer Stein wurde auf das Grab gelegt mit der Inschrift: „Die Armen lieben, in dieser Liebe verharren, mit ihnen leben, sterben und auferstehen, das war alles, was Maria Ward erstrebte, die 60 Jahre und 8 Tage lebte und am 20. Januar 1645 starb. Die fünf Gefährtinnen trugen Maria Wards Werk in die Zukunft.“

## Nachleben
Die Missverständnisse, die sich in Maria Wards Leben und Werk gesammelt hatten, „gingen durch drei Jahrhunderte in zwei Traditionsreihen weiter. Auf der einen Seite erörterten Kanonisten und Kirchenrechtler die Bulle, die Frage des Gehorsams der Gründerin, die offensichtliche Fortdauer des Instituts, den Status desselben.“

### 17. Jahrhundert
„Auf der anderen Seite standen die Gefährtinnen und die sich ihnen anschlossen, in Treue verbunden.“ Die zunächst rein private Gemeinschaft konnte sich auf keine kirchliche Legitimation berufen. Das erste Institut war aufgelöst. In Rom blieben Frauen, weil sie wie Maria Ward hofften, einmal werde die Bestätigung vom Papst kommen.
Winefrid Wigmore, Catherine Smith und Mary Poyntz („von der allerersten Gruppe“) gingen nach Paris; dort starben Winefrid und Catherine, Mary Poyntz leitete danach die Gruppe in Rom und gründete später das Augsburger Haus. Anne Turner blieb vermutlich in England, dort gründete Frances Bedingfield („die Jüngste im Kreis“) im November 1683 den Bar Convent in York. Er wurde die älteste weibliche Ordensniederlassung in England seit der Reformationszeit. Die erste Gründung der Frances in Hammersmith bei London (1669), bestand bis zum Ende des 18. Jahrhunderts.
Die Schule in München blieb bestehen, 1662 erfolgte die Gründung in Augsburg. Die Bischöfe von Freising und Augsburg nahmen 1680 die Gemeinschaften in München und Augsburg unter ihren Schutz. Der Erzbischof von Salzburg schirmte die 1683 gegründete Niederlassung in Burghausen.
1693 baten die nun wieder gemeinsam agierenden Frauen mit Empfehlungen der Bischöfe und des Wittelsbacher Hauses in Rom abermals um die Bestätigung des Instituts und seiner Konstitutionen: „Die Entscheidung kam vom Heiligen Offizium: ‚Sunt Jesuitissae. Nihil.‘“

### 18. Jahrhundert
Überraschend erhielt die Gemeinschaft 1703 von Papst Clemens XI. die „Bestätigung der 81 Regeln, zum größten Teil den Konstitutionen der Gesellschaft Jesu entnommen. Damit war keine Anerkennung des Instituts verbunden, wie es im Papstbreve hieß. Die kurzen Leitlinien der Regeln, das Vorbild der Gründerin, die gemeinsame Oberste Vorsteherin, die geistliche Hilfe durch Patres der Gesellschaft Jesu, nicht zuletzt die Sorge in Unterricht und Erziehung für die weibliche Jugend“ – dies wurde gebilligt.
„Die Mißverständnisse der Vergangenheit kannten die Gefährtinnen nicht mehr, jedenfalls nicht genau. Ihre Überzeugung hielt fest, daß Maria Ward unverstanden, aber versöhnten Herzens ihrer Sendung treu geblieben war.“ Im Konflikt eines Augsburger Bischofs mit einer Generaloberin in München, kritisierte der Bischof die Orientierung an Maria („die ihm übermäßig erscheinende Verehrung Maria Wards“) im Zusammenhang mit einem „Leitungsproblem“. Die Entscheidung traf Papst Benedikt XIV., der „mit der Konstitution von 1749 Quamvis iusto […] das Amt der Generaloberin bestätigte“ und die Grundlage der Institutsstrukturen rettete. (I. Wetter: „das Leben des Instituts“). Benedikt „verbot aber mit Rücksicht auf die Bulle Urbans VIII., Maria Ward als Gründerin zu bezeichnen.“
„Durch die Indizierung der zwei gedruckten Biographien 1751 entbehrten die Mitglieder einer wertvollen Hilfe. Die Orientierung an Maria Ward wurde schwächer. Aber das Paradeiserhaus in München und die Augsburger Niederlassung an der Frauentorstraße blieben nach einer Zeit der Erholung verlässige, bescheidene Zentren der Verehrung.“

### 19. Jahrhundert
„In England war es um Maria Ward sehr still geworden.“ So war der Bar Convent in York „seit 1811 vom Münchener Generalat getrennt und unter anderer Verfassung.“ Bekannt war, dass zwei Irinnen aus Augsburg nach England reisten.

„Zunächst ohne Verbindung zu den beiden Frauen kam ein Priesterkreis der großen Engländerin auf die Spur. Der erste, der Kanoniker Lawrence Toole in Manchester, und seine beiden Freunde setzten sich als Ziel, Maria Ward als Gründerin zurückzuholen. Sie sammelten Material für eine Biographie. Unter den dreien befand sich der Kaplan des Bar Convent in York; [… der] den Kontakt zum Gesamtinstitut (wieder herstellte). Zu den Freunden des Anfangs kam P. John Morris S.J., Experte der englischen Verfolgungszeit. […] Die dringend nötige Biographie wurde von Catherine Elizabeth Chambers, einem Londoner Mitglied, geschrieben.“

„Daß Maria Ward die Gründerin auch des bestehenden Instituts ist, war das erste Arbeitsergebnis des Kreises. […] Rom wird nicht zugeben, daß Benedikt XIV. Unrecht hat; absolute Beweise werden erforderlich sein‘, schrieb P. Morris in einem Brief und riet, einen römischen Advokaten zu nehmen. Die nötigen Dokumente waren in Rom“. Der Bischof von Menevia, Cuthbert Hedley O.S.B. von Ampleforth schloss sich dem Kreis an, von deutschen Bischöfen in München, Augsburg, Passau, Mainz und Fulda trafen Unterschriften ein, „doch der italienische und österreichische Episkopat hielt sich zurück.“
Die Rehabilitierung musste von Rom kommen. Die Bittschrift wurde Ende 1891 der Propaganda übergeben. Am 15. März 1893 folgte „die Antwort des Offiziums: ‚Omnino negative‘. Der Inquisition blieb diese englische Frau fremd, unvereinbar mit den kirchlichen Gesetzen. […] Die Freunde in Rom rieten, weiter für historische Aufklärungen zu sorgen. Schon reichte die mächtige Hand Merry del Vals herein. Ihm war zu danken, daß die Causa nicht Leo XIII. vorgelegt wurde. Das ablehnende Wort des Papstes hätte das Tor für immer verschließen können.“

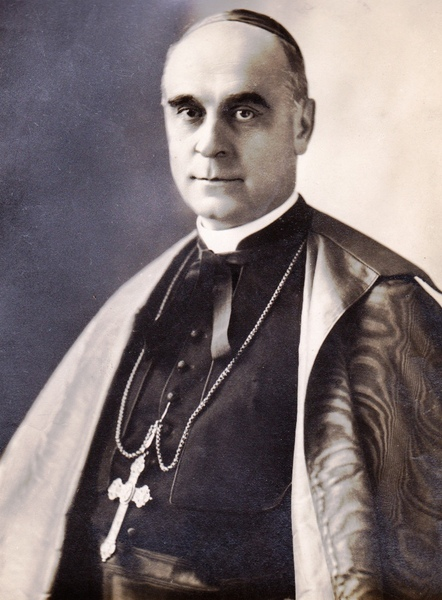
Giuseppe Felici: Kardinal Rafael Merry del Val, 1914

### 20. Jahrhundert
Die Herkunft des zweiten Instituts [des I.M.B.V.] war weiter zu erhellen. Die Generalate und die selbständigen Häuser baten den Abt Gasquet in Rom, Benediktiner von Downside, „er möge ihre Bitte zur Rehabilitierung vertreten. Ein Memorandum ging von Gasquet an Merry del Val. Gasquet übergab die Bittschrift der Kongregation der Bischöfe und Regularen. Merry del Val übergab seine Petition dem Papst. Pius X. unterzeichnete am 6. April 1909 das Dekret, das am 20. April veröffentlicht wurde. Darin hieß es, Benedikt XIV. habe mit dem Verbot den Bestand des Instituts sichern, aber kein historisches factum feststellen wollen. Das Institut hatte seine Gründerin wieder. Freude und Dank kam aus allen Erdteilen. […] Das Mißverständnis von 1749 war aufgeklärt.“
Kardinal Francis Bourne, ab 11. September 1903 Erzbischof von Westminster und geistliches Oberhaupt der katholischen Kirche in England und Wales, bezeichnete das Dekret von 1909 als „Meilenstein zur Seligsprechung.“
Bemühung um Seligsprechung
Die Ordensleute Englands und Tausende von Laien folgten mit persönlichen Unterschriften dem englischen und schottischen Episkopat. Die deutschen Bischöfe erbaten ebenfalls bei Papst Pius XI. die Erlaubnis zur Eröffnung des Seligsprechungs-Prozesses.

„Zwei diözesane Informativprozesse fanden 1930/32 in Middlesbrough, der Diözese, zu der York, der Sterbeort Maria Wards, gehört, und in München statt. Um nicht ins Ungewisse zu arbeiten, bat Kardinal Faulhaber den Kardinal Merry del Val, daß der Kirchenhistoriker P. Josef Grisar S.J. im Archiv der Inquisition die Gehorsamsfrage Maria Wards untersuchen dürfe. Aufgrund dieses Votums gab das Heilige Offizium sein "Nihil obstatn. Das zentrale Mißverständnis, der Ungehorsam, war geklärt.“

Als die Prozesse 1932 zum positiven Abschluss kamen, hatte Papst Pius XI. die Historische Kammer für antike Causen errichtet, für die keine lebenden Zeugen mehr befragt werden können. Nun war das gesamte Dokumentenmaterial erforderlich, vor allem von den römischen Archiven und wurde vom zuständigen Relator begutachtet und angenommen.

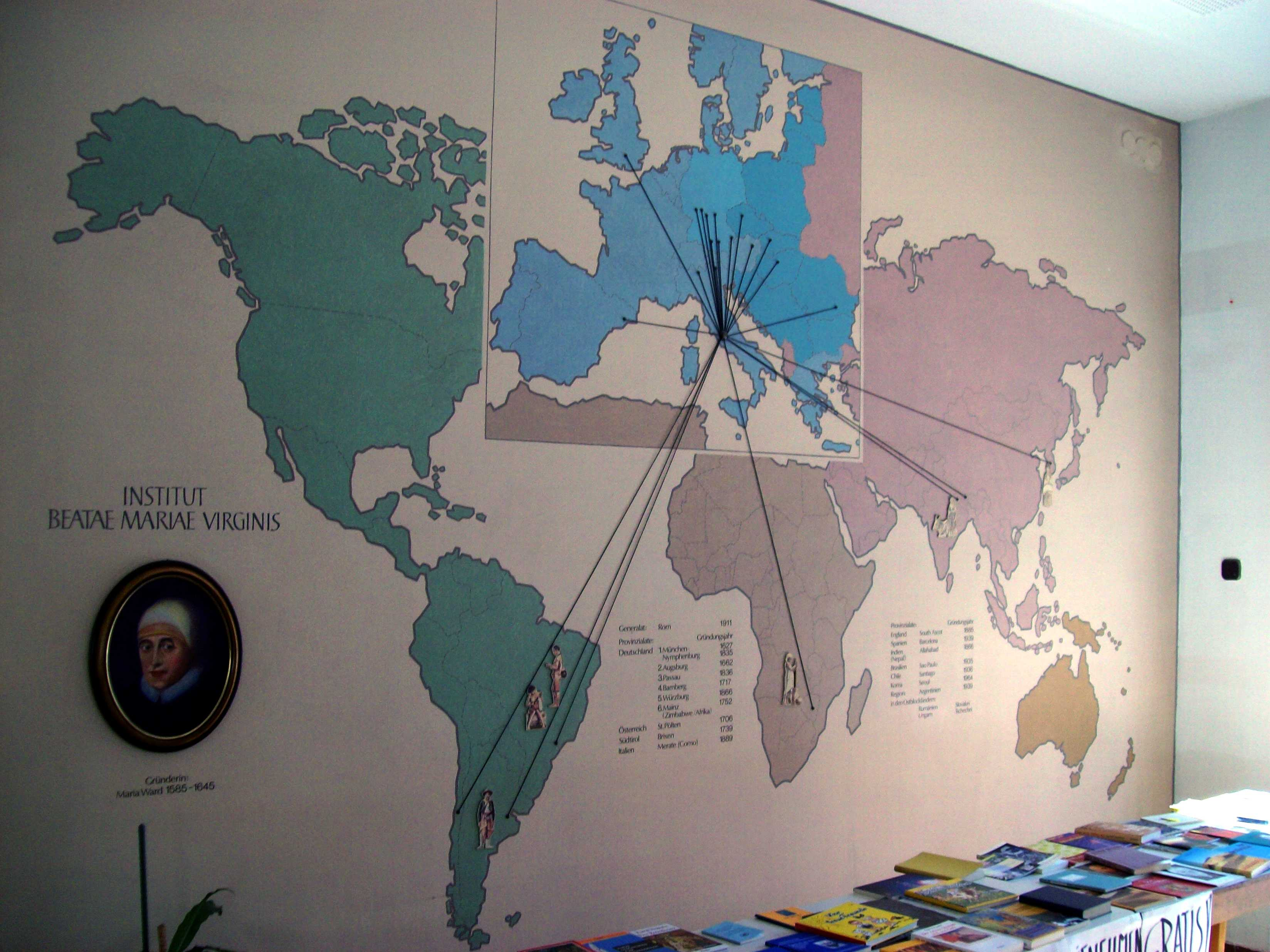
Aktuelle Verbreitung von Instituten und Schulen

Zum 400. Geburtstag der Gründerin 1985 erbaten die drei Generalate mit Sitz in Rom, Dublin/Rom, Toronto Gutachten von den Bischöfen der Diözesen, wo die Schwestern arbeiten, ebenso von anderen hohen Freunden des Instituts. Von den fünf Kontinenten trafen 110 sehr erfreuliche Schreiben ein, dazu die Supplik einer Bischofskonferenz mit 13 Unterschriften.
Papst Benedikt XVI. erklärte Maria am 19. Dezember 2009 eine ehrwürdige Dienerin Gottes; das ist die erste Etappe im Seligsprechungsprozess.

### Institut der Englischen Fräulein
1877 erhielt das Institutum Beatae Mariae Virginis (IBMV) die päpstliche Anerkennung.
Erst 1978 übernahm das Institut die Konstitutionen des heiligen Ignatius, angepasst an die Bedürfnisse einer Gemeinschaft von Frauen. Heute wirken Maria-Ward-Schwestern weltweit in drei verschiedenen Zweigen in Rom, Irland und Nordamerika. Der irische und der nordamerikanische Zweig haben sich unter dem Namen Lorettoschwestern wieder vereinigt. In Mitteleuropa ist hauptsächlich der römische Zweig verbreitet.
Seit dem 30. Januar 2004 nennt sich der römische Zweig des Ordens offiziell Congregatio Jesu (CJ). Maria Ward wollte immer, dass die von ihr gegründete Kongregation den Namen Jesu trägt. Der Name verdeutlicht, dass es sich bei der Congregatio Jesu um den weiblichen Zweig der Societas Jesu, des Jesuitenordens handelt.

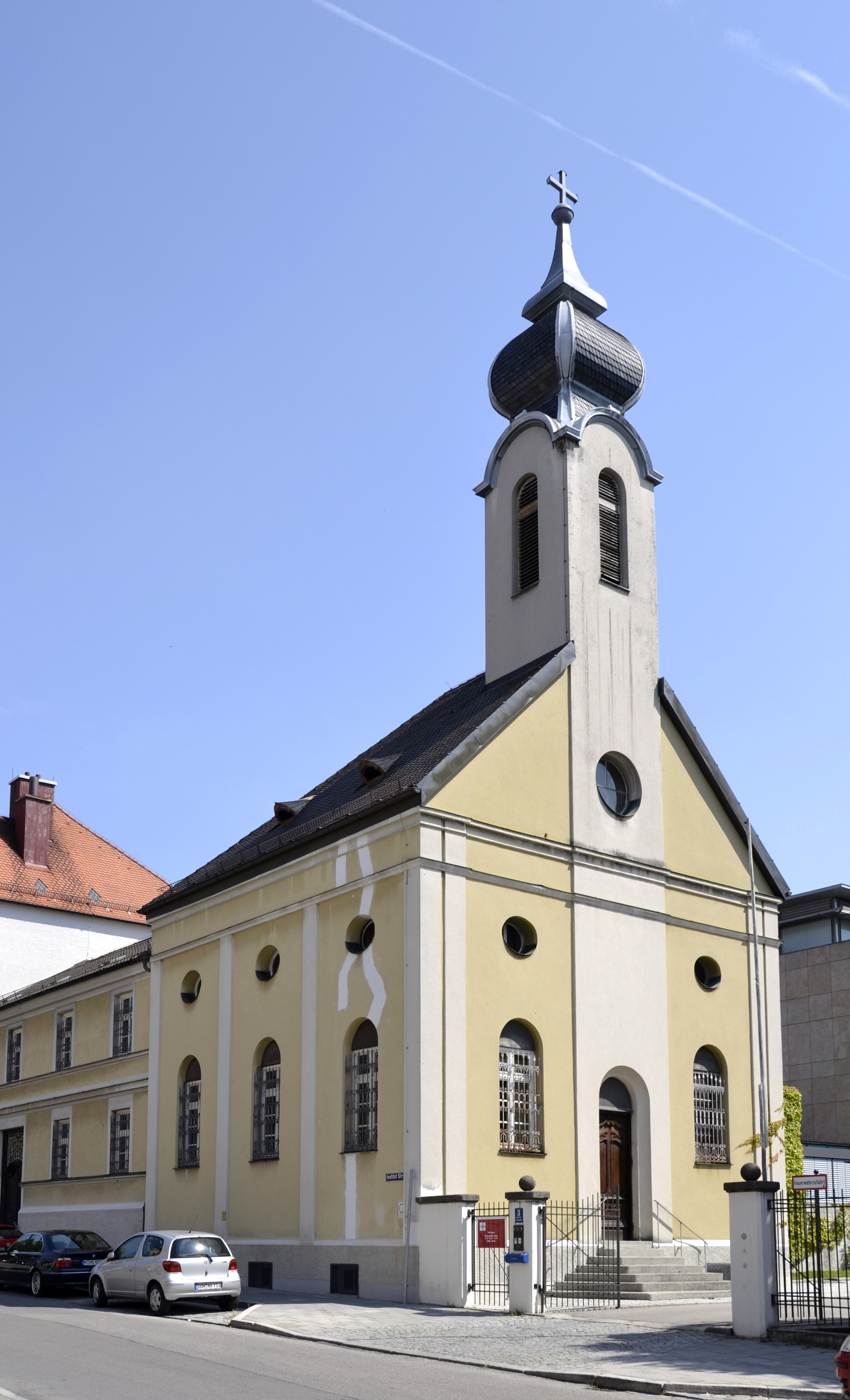
Klosterkirche der Congregatio Jesu in München-Pasing (2012)

Am 1. Januar 2005 vereinigten sich die bisherigen Provinzen Augsburg, Bamberg, Mainz, München, Österreich, Passau, Südtirol und Würzburg zur „mitteleuropäischen Provinz“. Sitz der Provinzleitung ist in München-Pasing.
2010 war das 400-jährige Jubiläum der Ordensgründung.

## Verfilmung
Maria Wards Leben wurde 1985 von Angelika Weber unter dem Titel Marie Ward – Zwischen Galgen und Glorie mit Hannelore Elsner in der Titelrolle verfilmt.

## Nach Maria Ward benannte schulische Institutionen
- Maria-Ward-Gymnasium Augsburg

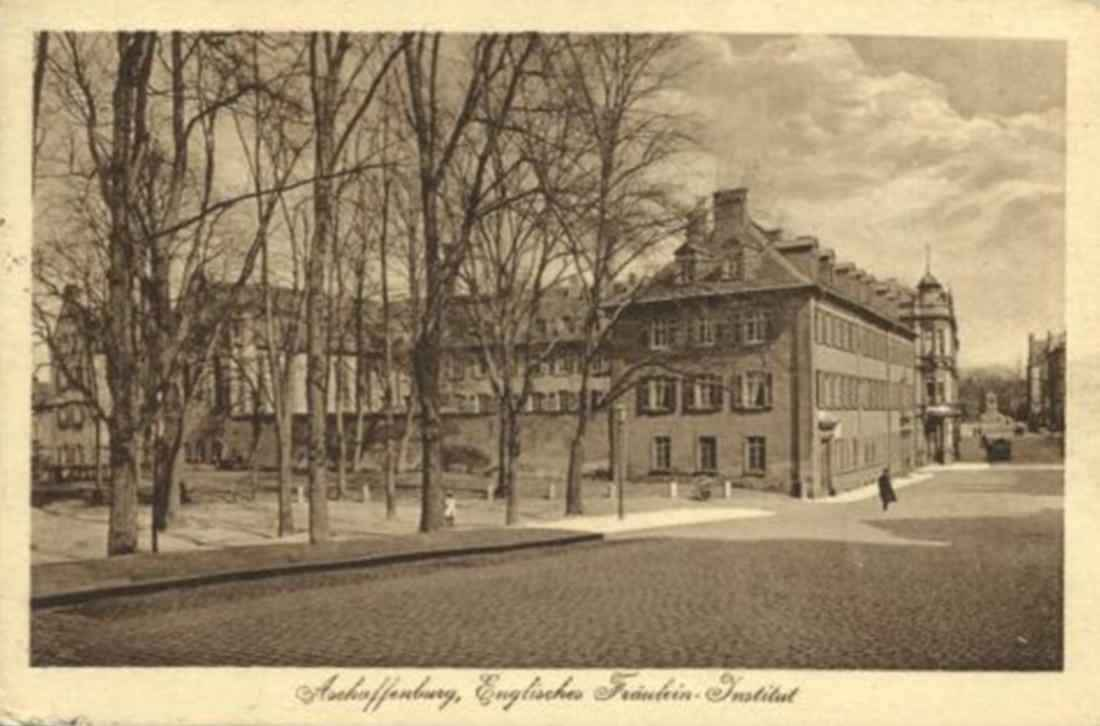
Institut Beatae Mariae Virginis, der Englischen Fräulein am Marktplatz in Aschaffenburg (im Zweiten Weltkrieg zerstört)

- Mary Ward Privatgymnasium und Oberstufenrealgymnasium St. Pölten
- Maria-Ward-Realschule Altötting[29]
- Maria-Ward-Gymnasium Altötting
- Maria-Ward-Schule Aschaffenburg
- Maria-Ward-Schule (Bad Homburg)
- Maria-Ward-Gymnasium Bamberg
- Maria-Ward-Realschule Burghausen

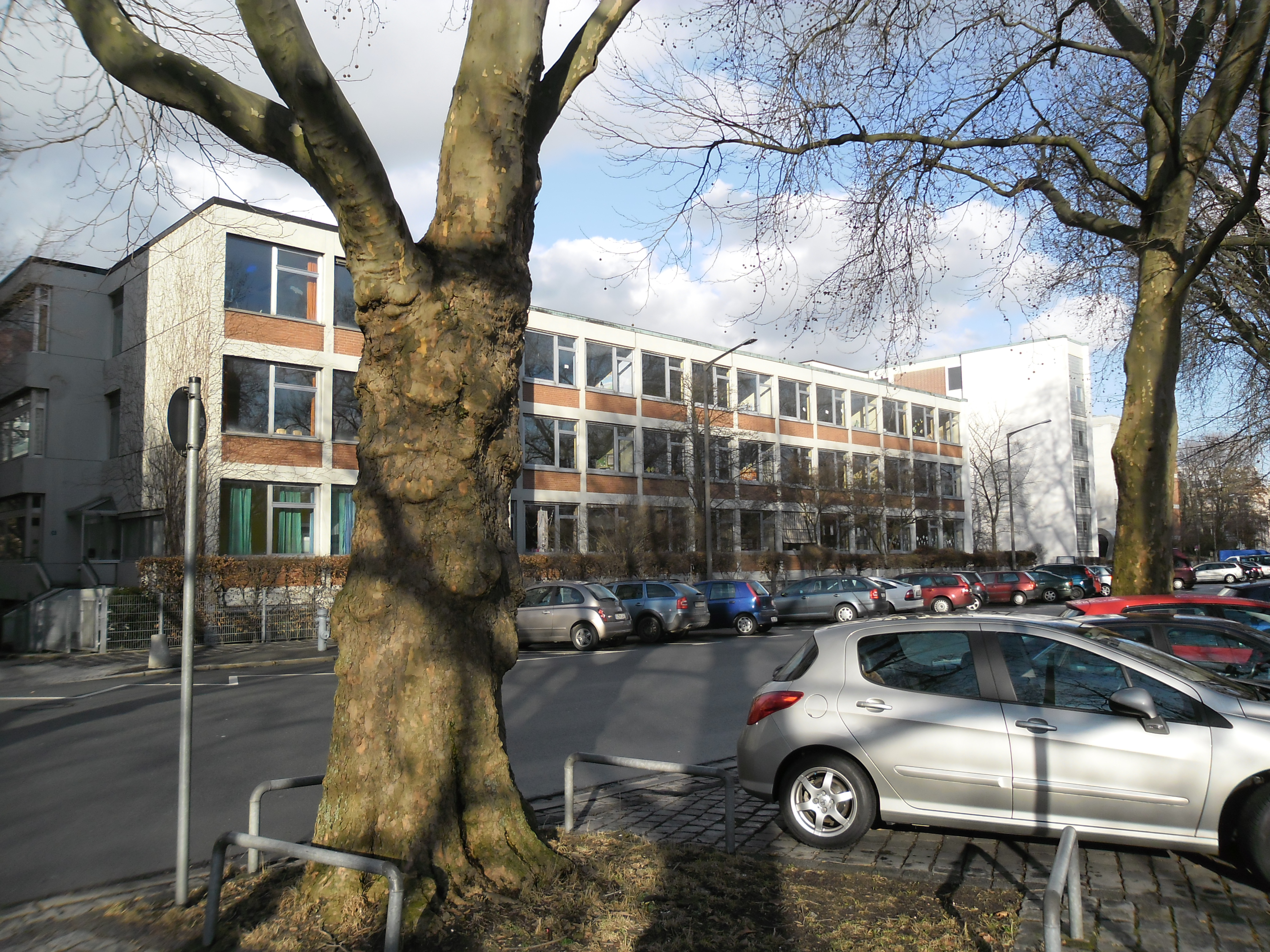
Maria-Ward-Schulkomplex in Nürnberg-Wöhrd (Keßlerplatz 2) mit Gymnasium, Realschule und Grundschule

- Maria-Ward-Fachakademie für Sozialpädagogik der Diözese Eichstätt
- Maria-Ward-Gymnasium Günzburg
- Maria-Ward-Schule Lindau[30]
- Maria-Ward-Schule (Gymnasium und Realschule) Landau in der Pfalz
- Maria Ward-Schule Mainz
- Maria-Ward-Schule Nürnberg
- Maria-Ward-Realschule Schrobenhausen[31]
- Maria-Ward-Realschule Wallerstein
- Maria-Ward-Schule Würzburg
- Maria Ward Realschule Neuburg an der Donau[32]